# توركو
توركو (بالفنلندية : Turku، بالسويدية: Åbo) مدينة فنلندية عند مصب نهر أورا على ساحل الجنوبي الغربي البلاد. عاصمة إقليم فارسينايس سوومي المهم في مجالي الأعمال والثقافة.
يـُعتقد أن توركو قد دخلت حيٌز الوجود خلال نهاية القرن الثالث عشر لتكون بذلك أقدم مدن فنلندا وسرعان ما أصبحت أهمها وظلت كذلك لمئات السنين، حتى لما صارت فنلندا جزءاً من الإمبراطورية الروسية في 1809، نـُقلت عاصمة دوقية فنلندا الكبرى منها إلى هلسنكي عام 1812. بقيت توركو بعد ذلك المدينة الأكثر سكان في البلاد حتى نهاية أربعينات القرن التاسع عشر.
نظراً لتاريخها الطويل كانت توركو موقعاً للعديد من الأحداث التاريخية الهامة وأثـّرت بقوة على تاريخ فنلندا. خلال عام 2011 تم اختيار توركو لتكون عاصمة الثقافة الأوروبية إلى جانب تالين عاصمة إستونيا. وأعلنت في عام 1996 رسمياً مدينة عيد الميلاد في فنلندا.
نظراً لموقعها، كانت توركو مدينة ميناء بحري هام للبضائع وللراكب مع أكثر من ثلاثة ملايين مسافر سنوياً عبر ميناء توركو نحو ستوكهولم وماريهامن.
يبلغ عدد قاطني توركو 177.342 ساكن، ما يجعلها خامس أكبر مدينة في فنلندا سكانياً. ويعيش في منطقة توركو ما يزيد عن ثلاثمائة ألف نسمة فتكون بذلك ثالث أكبر مناطق المدن في فنلندا بعد منطقتي هلسنكي الكبرى وتامبيري الكبرى. المدينة رسمياً ثنائية اللغة مع 5.2% من سكانها يتحدثون السويدية كلغة أم .

## التاريخ
ظلّت توركو لأمد طويل أكبر مدن فنلندا وأحياناً المركز الإداري للبلاد، بيد أنها خسرت كلا الصفتين لصالح هلسنكي على مدى القرنين الماضيين. في يومنا هذا، تنبع هوية المدينة من مكانتها كأقدم مدينة في فنلندا وأول عاصمة للبلاد. وفي الأصل كانت كلمة «فنلندا» لا يشير سوى إلى المنطقة المحيطة بتوركو.
رغم أن الاكتشافات الأثرية في المنطقة تعود إلى العصر الحجري، فإن مدينة توركو أُنشئت أواخر القرن الثالث عشر. وقد تم تكريس كاتدرائية توركو سنة 1300، والتي إلى جانب مع قلعة توركو ودير الدومينيكان (أقيم سنة 1249)، أسسوا لأن تكون المدينة الموقع الأهم في فنلندا القروسطية.

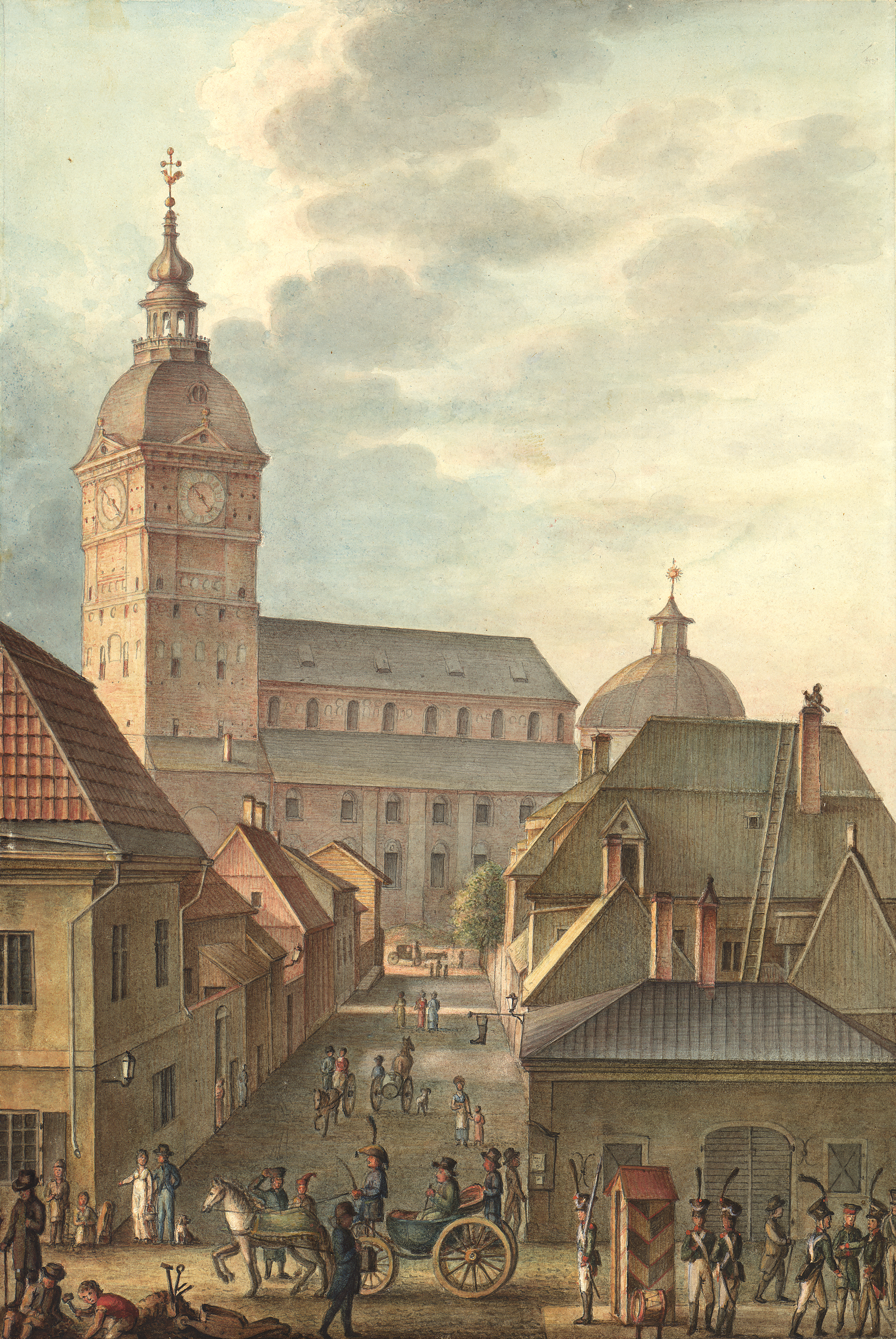
كاتدرائية توركو، 1814.

خلال القرون الوسطى، كانت توركو مقراً لأسقف توركو (رُفي اللقب لاحقاً إلى رئيس أساقفة توركو)، الذي غطى ما صار لاحقاً النصف الشرقي من المملكة السويد (أغلب فنلندا الحالية) حتى القرن السابع عشر. وحتى إن لم تكن توركو العاصمة بصفة الرسمية، غالباً ما اتحذت منها مؤسسات دوقات وحكام فنلندا العامين مقراً لها في فنلندا. في أعقاب الحرب ضد سييسموند، كانت المدينة مسرحاً لحمام دم توركو. في سنة 1640، تأسست فيها أكاديمية توركو الملكية أول جامعة في فنلندا. كما كانت توركو مكاناً لاجتماع مجلس طبقات فنلندا في 1676.
بعد الحرب الفنلندية والتي انتهت بتخلي السويد عن فنلندا لصالح الإمبراطورية الروسية بموجب معاهدة هامينا سنة 1809، أصبح توركو العاصمة الرسمية لفترة وجيزة، ولكنها سرعان ما خسرت في هذه الصفة لصالح هلسنكي، لما شعر الإمبراطور ألكسندر الأول بأن توركو كان بعيدة جداً عن روسيا ومحاذية جداً للسويد لكي تكون عاصمة دوقية فنلندا الكبرى. تم تغيير العاصمة رسمياً عام 1812. انتقلت مكاتب الحكومة التي ظلت في توركو أخيراً إلى العاصمة الجديدة بعد حريق توركو الكبير والذي دمّر المدينة بالكامل تقريباً سنة 1827. بعد الحريق، تم وضع مخطط مدينة جديد وأكثر أماناً من قبل المعماري الألماني لودفيش كارل أنغل الذي صمّم أيضاً العاصمة الجديدة هلسنكي. ظلّت توركو كبرى مدن فنلندا لعشرين سنة لاحقة.
في عام 1918، تأسست في توركو جامعة جديدة وهي أكاديمية أوبو - الجامعة الوحيدة في فنلندا التي تدرس باللغة السويدية -. بعد ذلك بعامين، تأسست إلى جانبها جامعة توركو فنلندية اللغة. هاتان الجامعتان هما الثانية والثالثة في فنلندا من حيث التأسيس، وكلاهما عبر التبرعات الخاصة.
في القرن العشرين سـَمـّى مؤرخون مثل يارمو فيرمافيرتا توركو «بوابة فنلندا إلى الغرب». تمتعت المدينة باتصالات جيدة مع غيرها من بلدان ومدن أوروبا الغربية، وخاصة منذ الأربعينات مع ستوكهولم عبر خليج بوتنيا. في الستينات، أصبحت توركو أول مدينة الغربية لتوقيع اتفاق توأمة مع ليننغراد في الاتحاد السوفياتي، مما أدى إلى زيادة تبادل بين الثقافات وتقديم معنى جديدا لعبارة في المدينة 'وظيفة. بعد سقوط الشيوعية في روسيا، وجاء العديد من السوفييت البارزين توركو لدراسة الممارسات التجارية الغربية، من بينهم فلاديمير بوتين، ثم نائب عمدة لينينغراد.

## الاسم
نشأ الاسم الفنلندي توركو من كلمة "tǔrgǔ" السلافية الشرقية القديمة وتعني «السوق». وما تزال كلمة "turku" في صيغة الجمع تعني «مكان السوق» في بعض السياقات. يبدو من السهل تفسير الاسم السويدي أوبو (Åbo)، حيث "å" تعني نهر و"bo" عش أو سكن وبالتالي يمكن أن يعني شيئاً من قبيل «البيت بجوار النهر». يعتقد التاثيليون أن هذا التفسير خاطئ على الأرجح، فاسم قديم وليس هناك أي أسماء أخرى مماثلة. إلا أن هنالك مصطلح قانوني قديم يسمى "åborätt" (وتعني تقريباً «الحق بالعيش في»)، الذي يمنح المواطنين (الذين يسمون «أوبو»؛ "åbo") الحق الوراثي بالعيش في الأراضي التي يملكها التاج.

## الجغرافيا

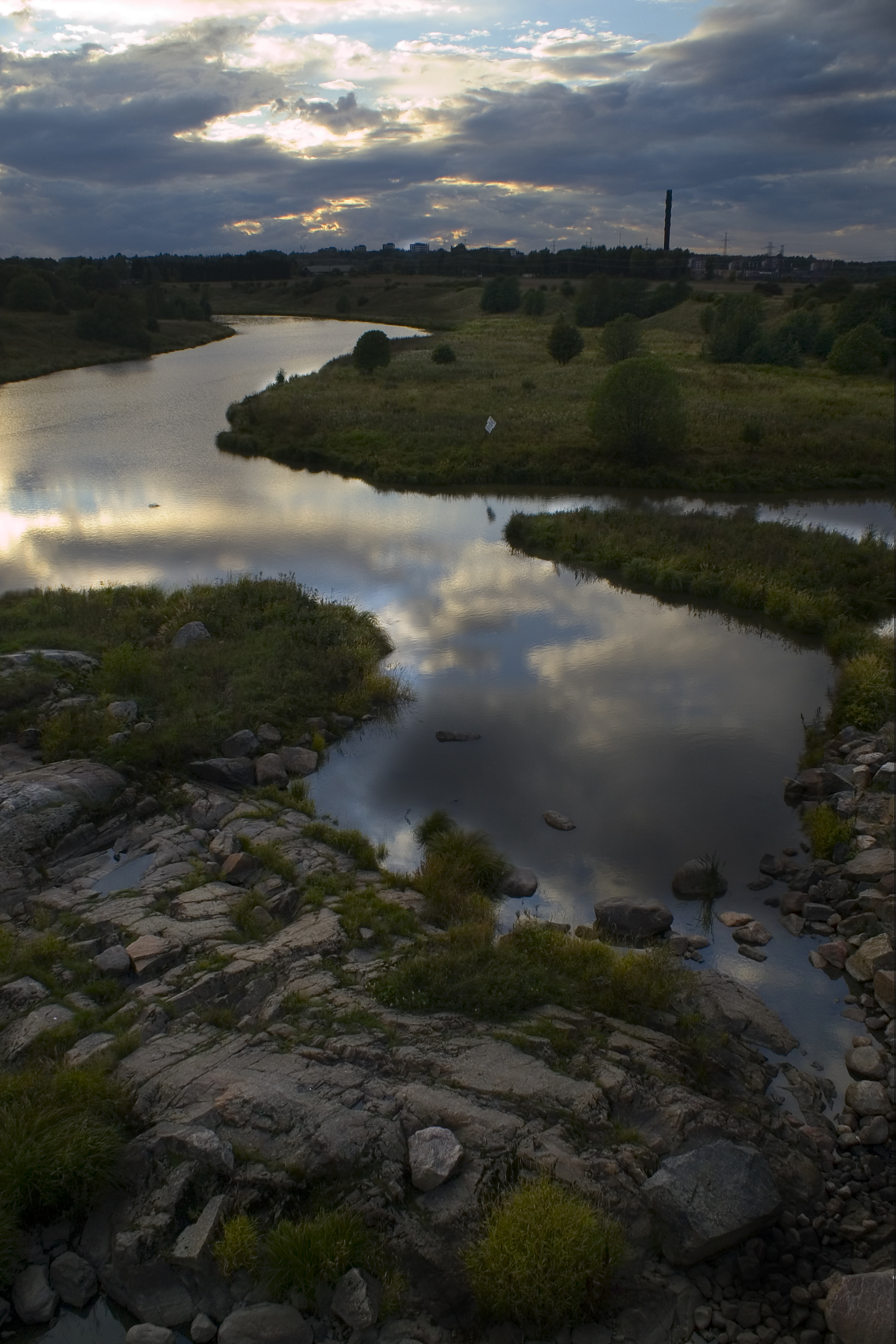
نهر أورا يـُرى حتى من مركز توركو.

تقع عند مصب نهر أورا في الركن الجنوبي الغربي لفنلندا، يغطي نطاق توركو البلدي مساحة 245 كم² ممتداً على ضفتي النهر. يـُشار شعبياً إلى الجانب الشرقي حيث تقع كاتدرائية توركو "täl pual jokke" («هذا الجانب من النهر»)، في حين يـُشار إلى الجانب الغربي "tois pual jokke" («الجانب الآخر من النهر»). يقع وسط المدينة على جانبي النهر بالقـُرب من مصبه، رغم تطورها متوسعةً غرباً حديثاً.
ثمة تسعة جسور فوق نهر أورا في توركو. عـُرف أول جسر في منطقة المدينة باسم بينيسيلتا، بـُني عام 1414 وقد تم هـُدمه. أقدم الجسور الحالية هو أورانسيلتا الذي شيد في عام 1904. أحدث الجسر هو Teatterisilta ('مسرح الجسر')، جسر للمشاة فقط بني في عام 1997. إحدى معالم توركو المشهورة «فوري» (Föri) وهي عبـّارة صغيرة تنقل المشاة والدراجات عبر النهر دون مقابل.
يبلغ عدد سكانها منطقة توركو الكبرى ما يقرب من 300,000 ساكن، وهي ثالث أكبر منطقة حضرية في فنلندا، بعد هلسنكي الكبرى ومحيط تامبيري. تشمل المنطقة بالإضافة إلى المدينة نفسها البلديات التالية: أسكاينن، كآرينا، ليمو، لييتو، ماسكو، ميريماسكو، موناماكي، نآنتالي، نوسياينن، بايميو، بيكيو، رايسيو، روسكو، روماتولا، ساوفو، فاهتو، وفلكوا.
وهناك تعريف أكثر حصرية للمنطقة الحضرية هي منطقة مدينة توركو ويبلغ عدد سكانها حوالي 235,000 ساكن وتتألف من أربع بلديات كبرى كآرينا، رايسيو، نآنتالي وتوركو.

### التقسيمات

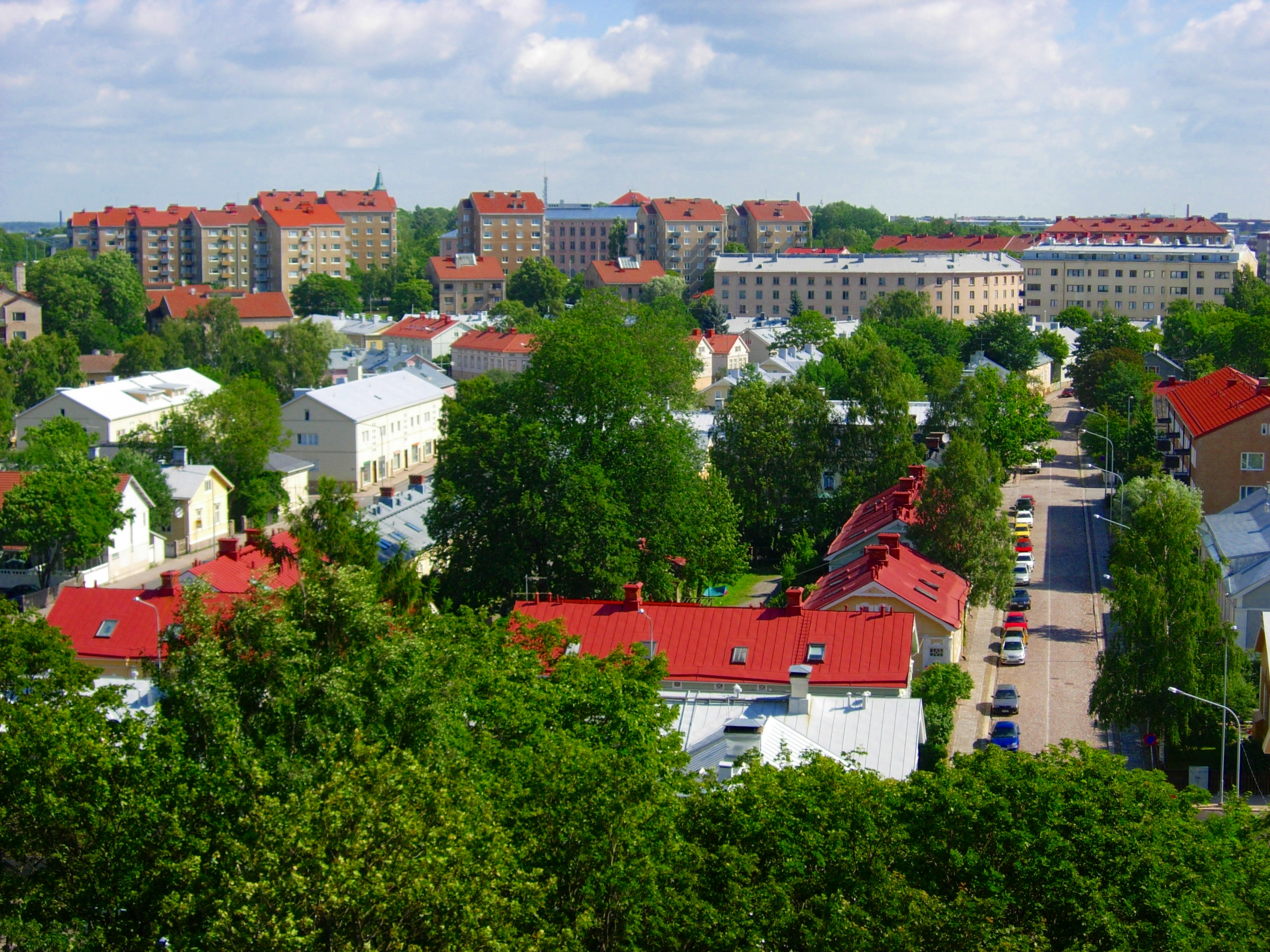
الحي الرابع أو مارتي، إحدى أصغر الأحياء مساحة ولكن أكثرها كثافة سكانية في توركو.

تنقسم المدينة إلى 78 تقسيم وتسعة دوائر لا تعمل كوحدات حكم محلي. مع ذلك، فإن هناك بعض المشاريع تعتمد على تقسيمات الأحياء، ولا سيما في الجزء الشرقي من المدينة حيث تنتشر البطالة في بعض المناطق. أكبر الأحياء سكاناً فاريسوو ورونوسماكي. بينما حسب المساحة كاكسكرتا وبآتينن المشكلان من بلديات سابقة دًمجت بالمدينة في منتصف القرن العشرين، ليكوّنا أكبر الأحياء.
بضم العديد من البلديات المجاورة الصغيرة شمال وجنوب المدينة خلال منتصف القرن العشرين، أخذت توركو اليوم شكل كمثرى ممدودة. مركز المدينة ومعظم مناطق الضواحي تقع في المنتصف، يفصلها عن المناطق الريفية الشمالية الأقل كثافة سكانية طريق توركو الجانبي، الذي يشكل جزءاً من الطريق الأوروبي E18. جزر مثل رويسالو، هيرفنسالو وكاكسكرتا المـُشكـّلة للجزء الجنوبي من المدينة هي أيضاً ذات كثافة سكانية منخفضة وتحوي في معظمها مساكن صيفية، باستثناء بعض التقسيمات في هيرفنسالو والتي نمت حالياً لتكون ضواحي الطبقة المتوسطة العليا.

## المناخ

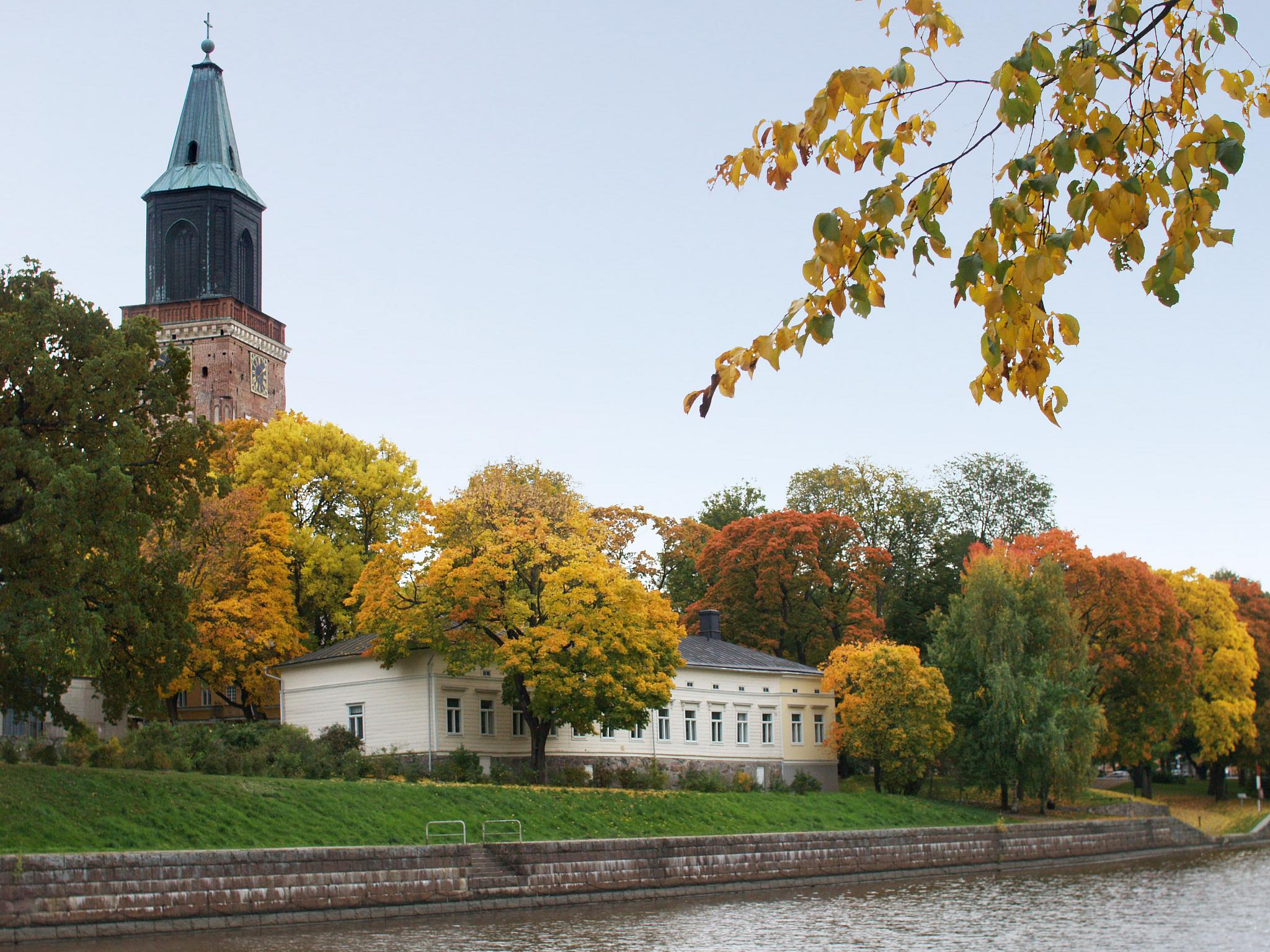
منطقة كاتدرائية توركو خريفاً.

لوقوعها على بحر البلطيق ومحمية بجزر بحر الأرخبيل، لتوركو مناخ ما بين المناطق المعتدلة وشبه القطبية. وكأغلب جنوب فنلندا، تشهد المدينة صيفاً دافئ مع درجات حرارة قد تصل حتى 30°م، وشتاء بارد نسبياً مع تساقط للثلوج بشكل متكرر. يوليو أحرّ أشهر العام بمتوسط درجة حرارة 17°م، في حين أبردها هو شهر فبراير. متوسط درجة الحرارة على مدار السنة يبلغ 5°م. عادة ما يبدأ فصل الشتاء في أوائل ديسمبر، والربيع في أواخر مارس.
يبلغ المتوسط السنوي لهطول الأمطار في توركو 698 ملم. أغسطس أكثر الأشهر إمطاراً يستقبل المدينة في المتوسط 79 ملم من الأمطار. ومايو هو أكثرها جفافاً فلا تتجاوز هذه النسبة 35 ملم. الضغط الجوي عند مستوى سطح البحر المتوسط هو 1012 مليبار، بفارق طفيف على مدار السنة.
تقع محطة المدينة للأرصاد الجوية على ارتفاع 47 متراً في مطار توركو، وهي تعمل منذ عام 1955.

## الحكومة والسياسة

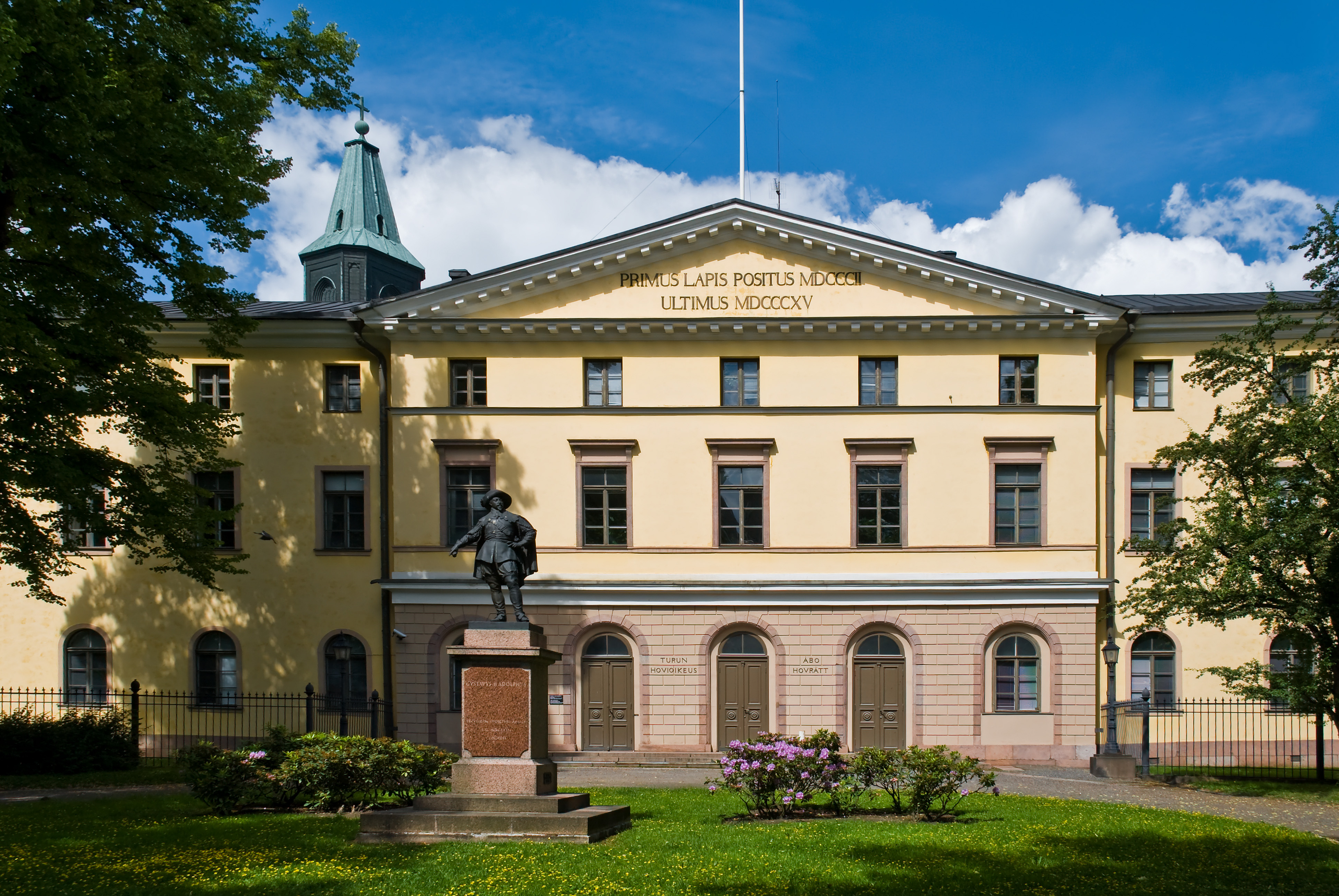
محكمة الاستئناف والبيت أكاديمية توركو.

لكونها عاصمة إقليمية، تعد توركو مركزاً إدارية مهمة، تستضيف مقر رئيس أساقفة فنلندا ومحكمة الاستئناف. ميكو بوكينن، المدير السابق لمدينة سينايوكي، هو مدير مدينة توركو منذ عام 2006.
يهيمن على مجلس المدينة وعمادتها منذ فترة طويلة حزبا الاشتراكي الديمقراطي والائتلاف الوطني بتمثيل متساو تقريباً. يضم المجلس حالياً 67 عضواً: 20 من حزب الائتلاف الوطني و 15 من الحزب الاشتراكي الديمقراطي. الأحزاب الرئيسية الأخرى في المجلس هي الرابطة الخضراء (11 مقعداً)، وتحالف اليسار (10 مقاعد) وحزب الشعب السويدي (4 مقاعد). عمدة المدينة الحالي هو ألكسي رندل من حزب الائتلاف الوطني.

## النقل

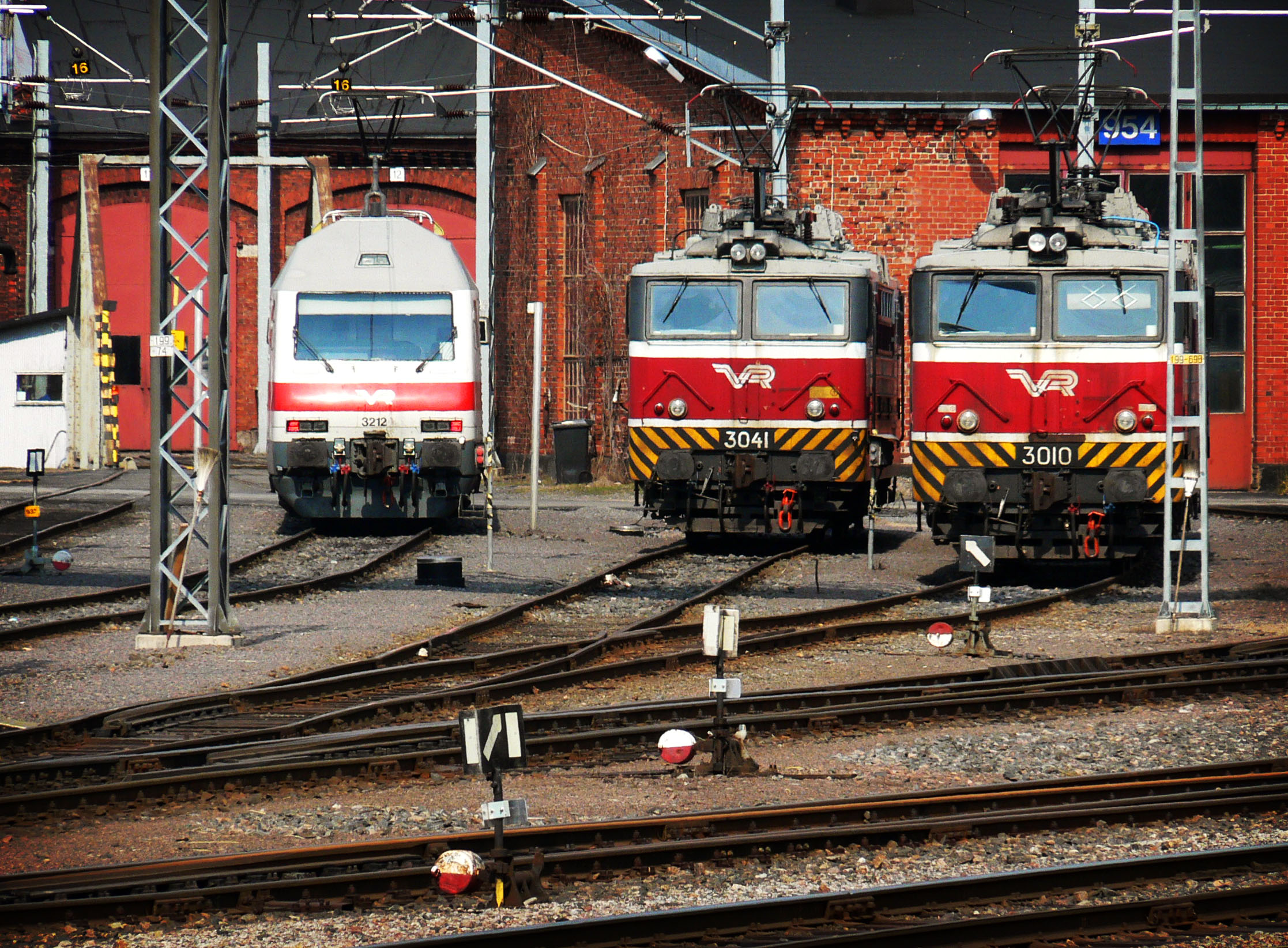
قاطرات في محطة قطارات توركو المركزية.

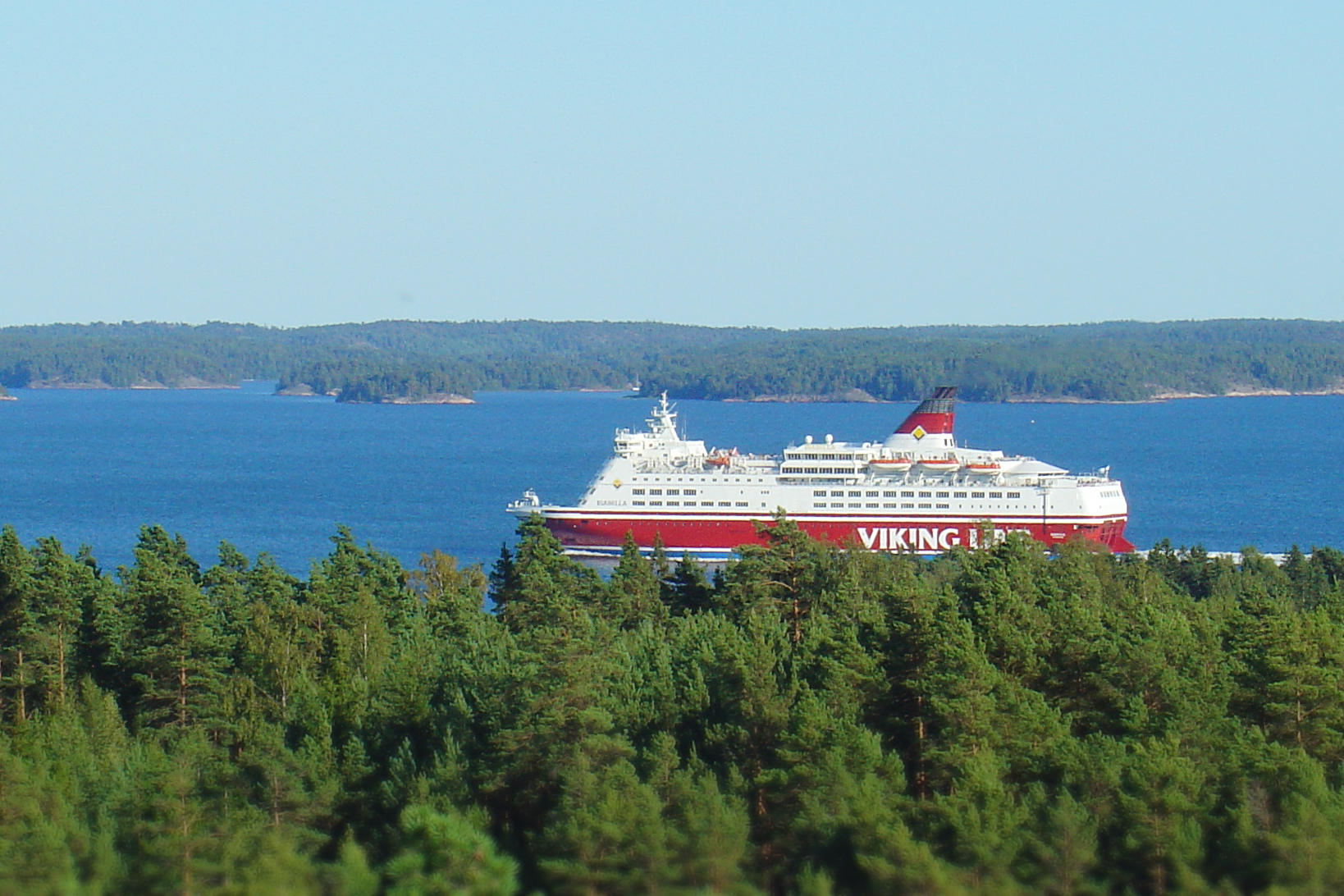
إحدى بواخر فايكنغ لاين في طريقها نحو أرخبيل توركو.

بالنسبة لمدينة من حجمها، خطوط شبكة حافلات النقل العام في توركو معتدلة الأسعار، مشابهة لشبكة حافلات تامبيري المماثلة لها في الحجم. يدير شبكة الحافلات ويراقبها مكتب النقل العام بمدينة توركو، وتشغلها بشكل رئيسي شركات خاصة. وتشغل الحافلات الإقليمية شركات خاصة أهمها TLO، بخدمات عليها إقبال شديد ولا سيما إلى مدن نآنتالي، رايسيو وكآرينا مجاورة.
تدير مجموعة السكك الحديدية الوطنية المحدودة (VR) حركة القطارات من وإلى توركو. انخفض عدد الخدمات حتى ظلت قيد الاستخدام الخطوط باتجاه تامبيري وهلسنكي فقط. توركو هي المدينة الوحيدة في فنلندا التي لديها ثلاث محطات قطارات لنقل الركاب لمسافات طويلة هي محطة قطارات توركو المركزية في حي بوهيولا، ومحطتين أصغر في حي كوبيتا وميناء توركو.
ليس ثمة حركة سكك حديدية محلية في الوقت الحالي بتوقف خدمات الترام الشعبية بالمدينة في عام 1972، وتم إلغاء كل الطرق الحديدية المحلية نحو المدن والبلديات المجاورة في أواخر القرن العشرين. إلا أن هنالك مشاريع لنظام سكك حديدية خفيفة بمنطقة توركو في المستقبل القريب. من شأن هذا النظام أن يخدم بكفاءة أكثر ضواحي المدينة الرئيسية مثل فاريسوو ورونوسماكي فضلا عن المدن المجاورة.
أعلنت الدولة الفنلندية خططاً لدعم إسبو ب30 ٪ من النفقات الكاملة لمترو جديد، وسيستخدم المجلس الإقليمي لجنوب غرب فنلندا هذا كحالة اختبار لشبكة سكك حديدية خفيفة جديدة في توركو
تقع محطة حافلات توركو ومحطة قطارات توركو المركزية حالياً في مكانين مختلفين. تخطط مدينة توركو للجمع بينهما في مجمع محطة جديدة أكبر في المستقبل القريب. وسيتشمل مركز السفر الجديد هذا فندقاً وعقارات تسوق عدة. وسيوصل هذا المركز بين جميع وسائل النقل العام من قطارات الضواحي إلى حافلات المسافات الطويلة.
يقع مطار توركو على بـُعد ثمانية كيلومترات إلى الشمال من وسط المدينة، جزئياً في بلدية روسكو المجاورة.
وهناك أيضاً خدمات العبـّارات اليومية من ميناء توركو إلى السويد وجزر أولند، تديرها شركات سيليا لاين، فايكنغ لاين وسيويند لاين. وتشكّل جزءاً من التقاليد الثقافية الفنلندية (انظر عبارات البلطيق)، وغالباً ما يسافر الناس لمسافات طويلة عبر فنلندا إلى توركو لمجرد القيام بجولات بحرية عبر خليج بوتنيا.
من بين خدمات حركة المراكب ببحر الأرخبيل إس إس أوكوبكا، وهي سفينة بخارية قديمة للرحلات البحرية من توركو إلى نآنتالي والعودة.

## الديموغرافيا

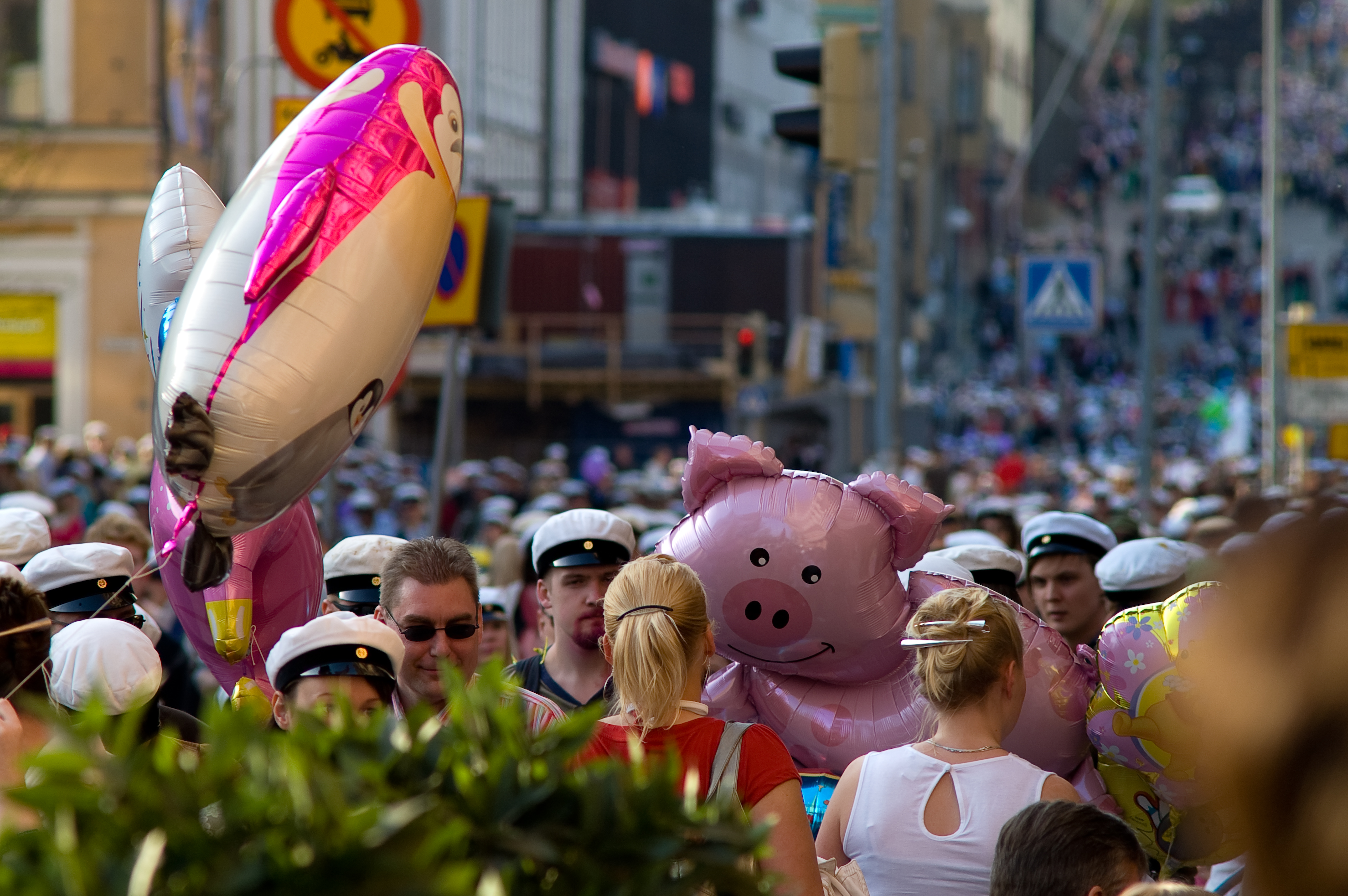
الناس يحتفلون بفابو وسط توركو.

في نهاية 2004 كان عدد سكان منطقة توركو (بما في ذلك منطقتي توركو وأوبولند الاقتصاديتين) 319.632، منهم 174.824 نسمة كانوا يعيشون في مدينة توركو. تبلغ الكثافة السكانية للمدينة 718 نسمة لكل كيلومتر مربع.
89,4 ٪ من سكان توركو فنلنديون من حيث لغتهم الأم، في حين يتحدث 5,2 ٪ بالسويدية. أكثر اللغات انتشارا بعد ذلك الروسية (1.3 ٪)، العربية (0.6 ٪)، الألبانية (0.5 ٪)، والكردية (0.4 ٪). هي 95,8 ٪ من السكان مواطنون فنلنديون، وأكبر الأقليات هي من روسيا، إستونيا، العراق وإيران. كباقي المدن الفنلندية لا تجمع توركو معلومات عن التركيب العرقي والديني لسكانها.
من الناس الشهيرة من مدينة توركو بآفو نورمي، ماونو كويفيستو، ماتي سالمينن، يوهان غادولين، هرمان سبورن، ميكا كيبروسوف والأخوان ساكو وميكو كويفو. أنجبت منطقة توركو أيضاً العديد من الشخصيات البارزة، منها المارشال كارل غوستاف مانرهايم.

## الاقتصاد

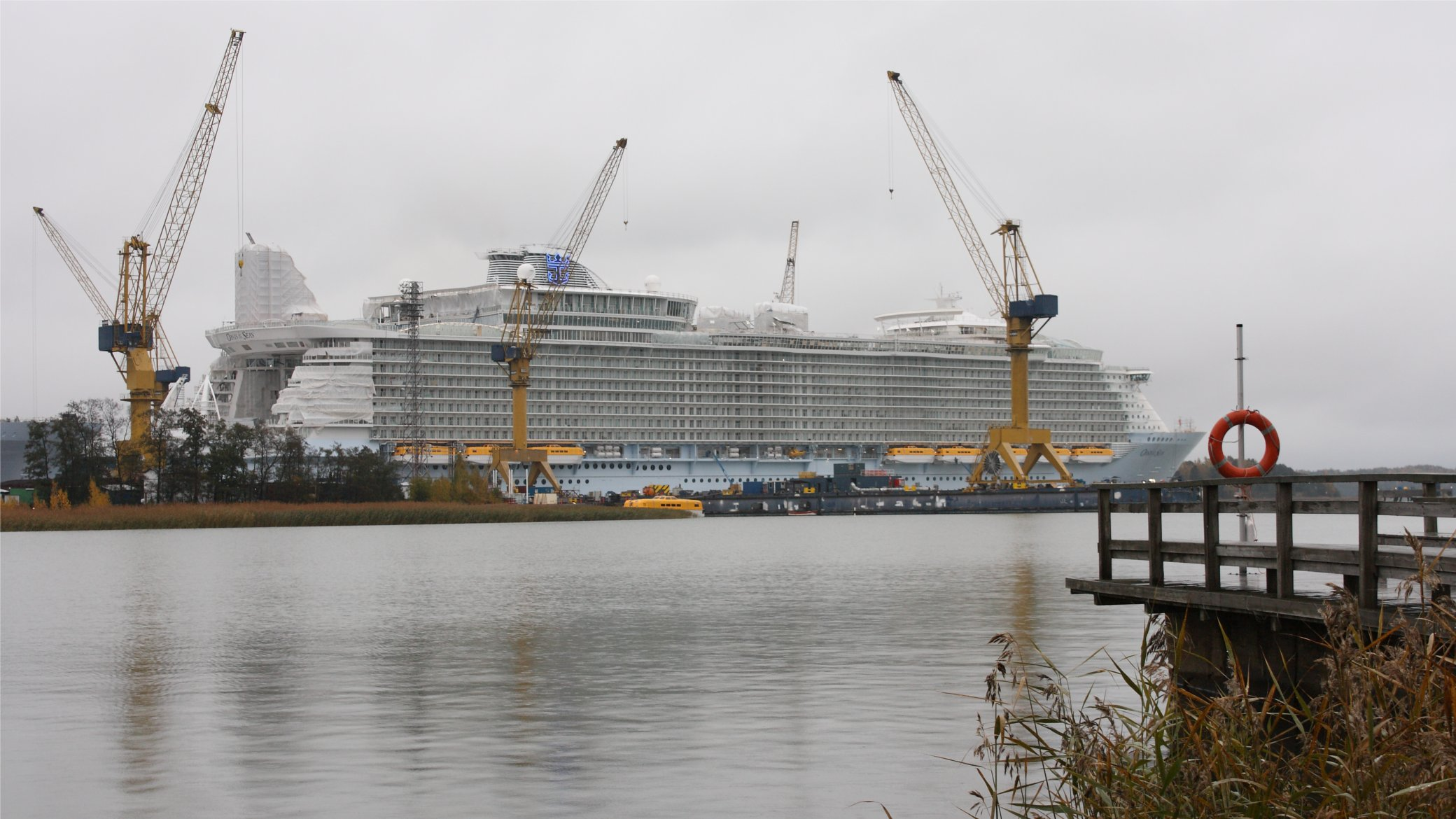
إم إس أوسس أوف ذا سيس، أكبر السفينة للركاب في العالم بنيت في توركو.

تتركز المنطقة التجارية في اقتصاد المدينة حول ميناء توركو وغيرها من الصناعات الخدمية. المدينة أيضاً مركز المعروف في مجال التكنولوجيا الفائقة - تستضيف حديقة توركو للعلوم في منطقة كوبيتا أكثر من 300 شركة من حقلي التكنولوجيا الحيوية وتقنية المعلومات، وكذلك العديد من مؤسسات التعليم العالي التي تعمل على نحو وثيق مع قطاع الأعمال. يعتبر هذا العنصر التعاوني أحد العوامل الهامة خاصة فيما يتعلق تنمية المدينة الاقتصادي المتوقع في المستقبل، على النحو المبين في توركو الاستراتيجية التي يتم نشرها سنويا من قبل مجلس المدينة. توركو، بشبكة نقلها الجيدة وعلى مقربة من بحر الأرخبيل، هي أيضا مركز مهم للسياحة، واستضافة كثير من الأحيان مختلف الاتفاقيات والمعارض.
في عام 2007، سجّلت البطالة في المدينة معدل 9,4%.
تجمع المدينة 18% ضريبة دخل (ضريبة البلدية) من سكانها، بالإضافة إلى الضرائب المجباة تدريجياً التي تفرضها الدولة الفنلندية. في عام 2004 كان المبلغ الإجمالي المستلم المتوقع من ضريبة البلدية 400,000,000 €، بانخفاض 1.0% عن العام السابق.

## التعليم

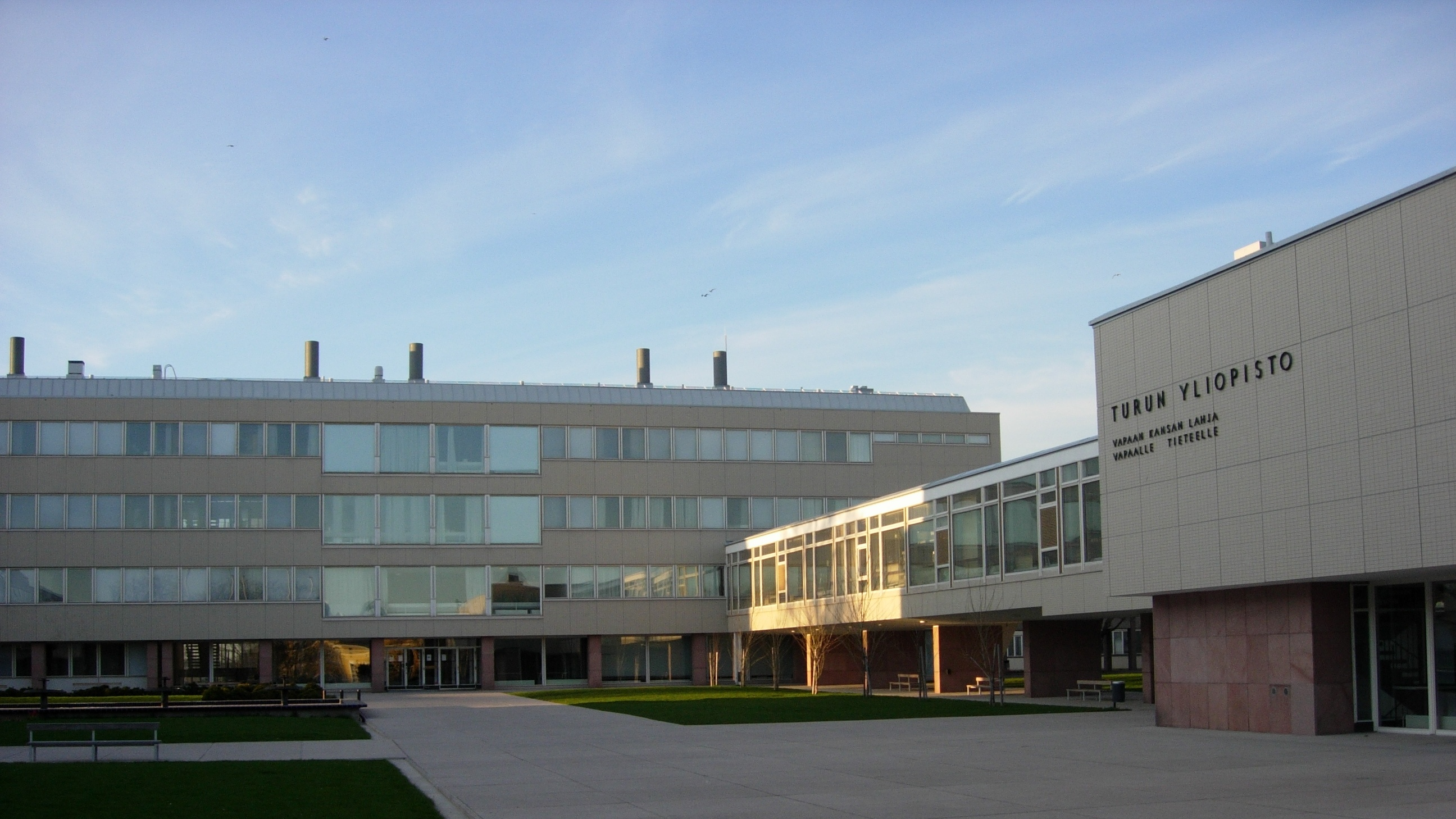
المبنى الرئيسي لجامعة توركو.

لتوركو تاريخ تعليمي أطول من أيٌة مدينة أخرى فنلندية. المدرسة الكاتدرائية أولى مدارس المدينة تأسست إلى جانب كاتدرائية توركو في أواخر القرن الثالث عشر. تأسست أولى جامعات فنلندا «أكاديمية توركو» (الآن جامعة هلسنكي) في المدينة سنة 1640. في عام 1820، تأسست بها أول مدرسة في فنلندا مطابقة لأسلوب بيل لانكستر بهدف جعل التعليم الابتدائي أكثر انتشاراً في الطبقات الدنيا.
تستضيف توركو حوالي 35000 من طلاب التعليم العالي. جامعة توركو ثانية كبريات الجامعات الفنلندية (18000 طالب وطالبة) من حيث التحاق الطلبة وكذلك إحدى أعرق وقد تأسست في عام 1920. توركو هي أيضاً مقر لمؤسسات أخرى عديدة للتعليم العالي، منها أكاديمية أوبو (Åbo Akademi) التي تأسست سنة 1918 وهي الجامعة الوحيدة سويدية اللغة في فنلندا، كلية توركو للاقتصاد (Turun kauppakorkeakoulu)، وجامعة توركو للعلوم التطبيقية (Turun ammattikorkeakoulu) وهي ثاني أكبر بوليتكنيك في فنلندا بعد جامعة متروبوليا للعلوم التطبيقية.
مستشفى توركو المركزي الجامعي (Turun yliopistollinen keskussairaala)، يتبع الجامعة ويستخدم كمستشفى تعليمي.
توركو إحدى مدينتين فقط في فنلندا تأسست بهما مدرسة دولية (المدينة الأخرى هلسنكي). وقد افتتحت مدرسة توركو الدولية عام 2003 في حي فاريسوو الشرقي. وبموجب اتفاق وقع بين مدينة توركو وجامعة توركو تتولى مدرسة توركو الاعتيادية (normaalikoulu Turun) التدريس في المدرسة الدولية.

## الإعلام

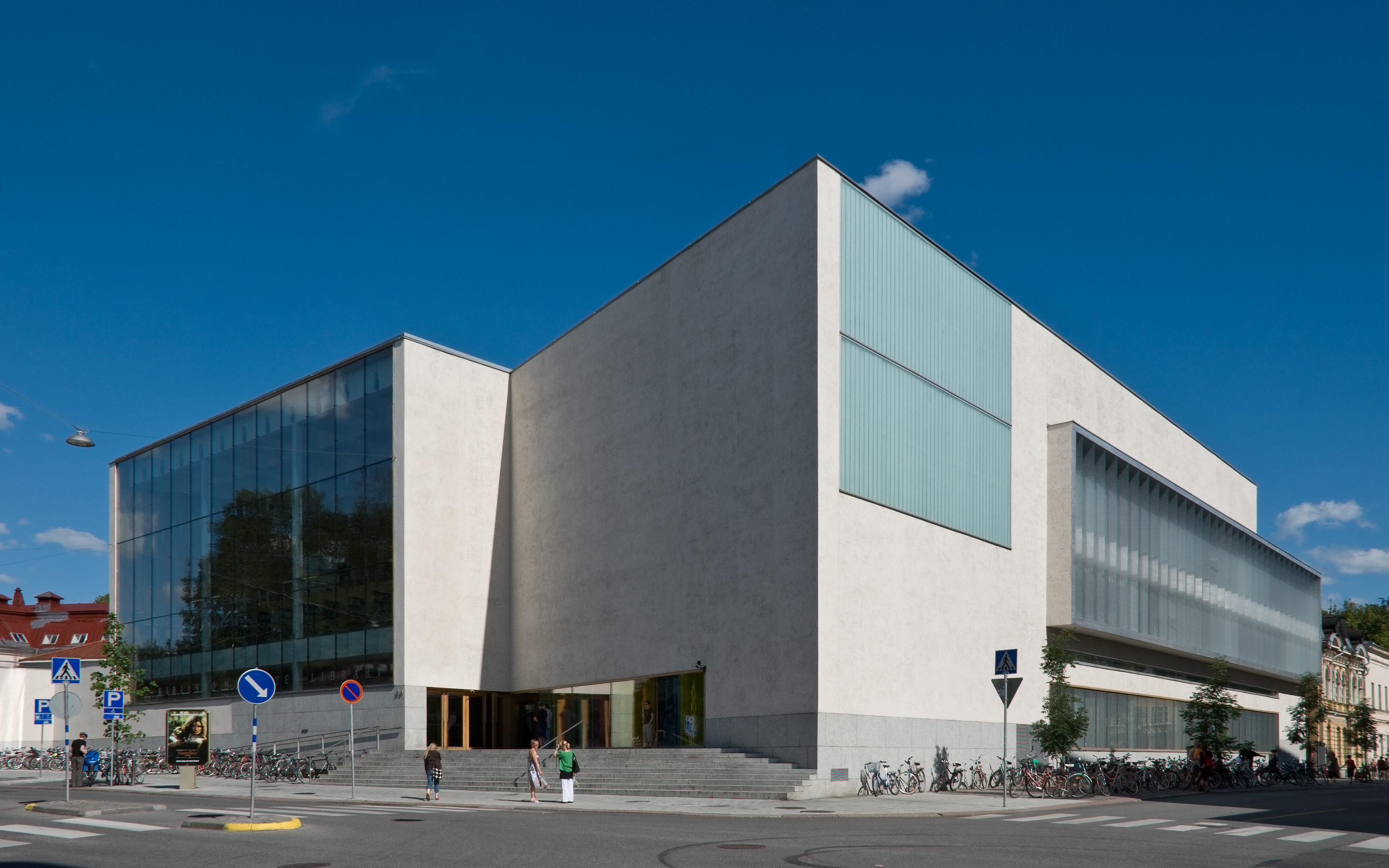
مكتبة توركو الرئيسية

صحيفة تورون سانومات اليومية الصباحية الإقليمية أوسع الصحف انتشاراً في توركو والمنطقة المحيطة، بعدد كبير من القرّاء يتجاوز 70 ٪ من السكان يومياً. كما تصدر في توركو صحيفة أوبو أوندرتلسر الناطقة باللغة السويدية وهي أقدم الصحف في فنلندا وقد تأسست سنة 1824. صحيفة توركولاينن المجانية هي أيضاً من بين الصحف الأكثر شعبية إلى جانب مع الطبعة المحلية من صحيفة مترو وصحيفة التابلويد المسائية الوطنية إيلتا سانومات. وهنالك أيضاً عدد من الصحف المحلية مثل كولماكونتا (لضواحي توركو الشرقية، بما في ذلك فاريسوو ولاوستي) ورانيكوسيوتو (للمنطقة حول مدينتي رايسيو ونآنتالي المجاورتين).
أول صحيفة فنلندية تدنينغار أوتغيفني أف إت سالسكاب إ أوبو بدأت في توركو في عام 1771، وكذلك أول صحيفة باللغة الفنلندية سوومنكييليست تييتو سانومات - التي بدأت في 1775.
كما تُدير صحيفة تورون سانومات محطة توركو التلفزيونية الإقليمية. تعرض الإذاعة الوطنية الفنلندية أوليسراديو أخباراً محلية يومياً من الإثنين إلى الجمعة لأهالي جنوب غرب فنلندا (بما في ذلك إقليمي فارسينايس سوومي وسـَـتاكونتا). يمكن مشاهدة جميع القنوات التلفزيونية الوطنية الفنلندية وسماع محطات الإذاعة الوطنية في منطقة توركو. إضافة إلى عدد من المحطات الإذاعية المحلية، مثلاً أوران آلوت وراديو ساتا. محطتا الإذاعة الحكوميتان المحليتان تورون راديو باللغة الفنلندية (النسخة الإقليمية من راديو سوومي)، وراديو فيغا أوبولاند باللغة السويدية (النسخة الإقليمية من راديو فيغا).

## الثقافة

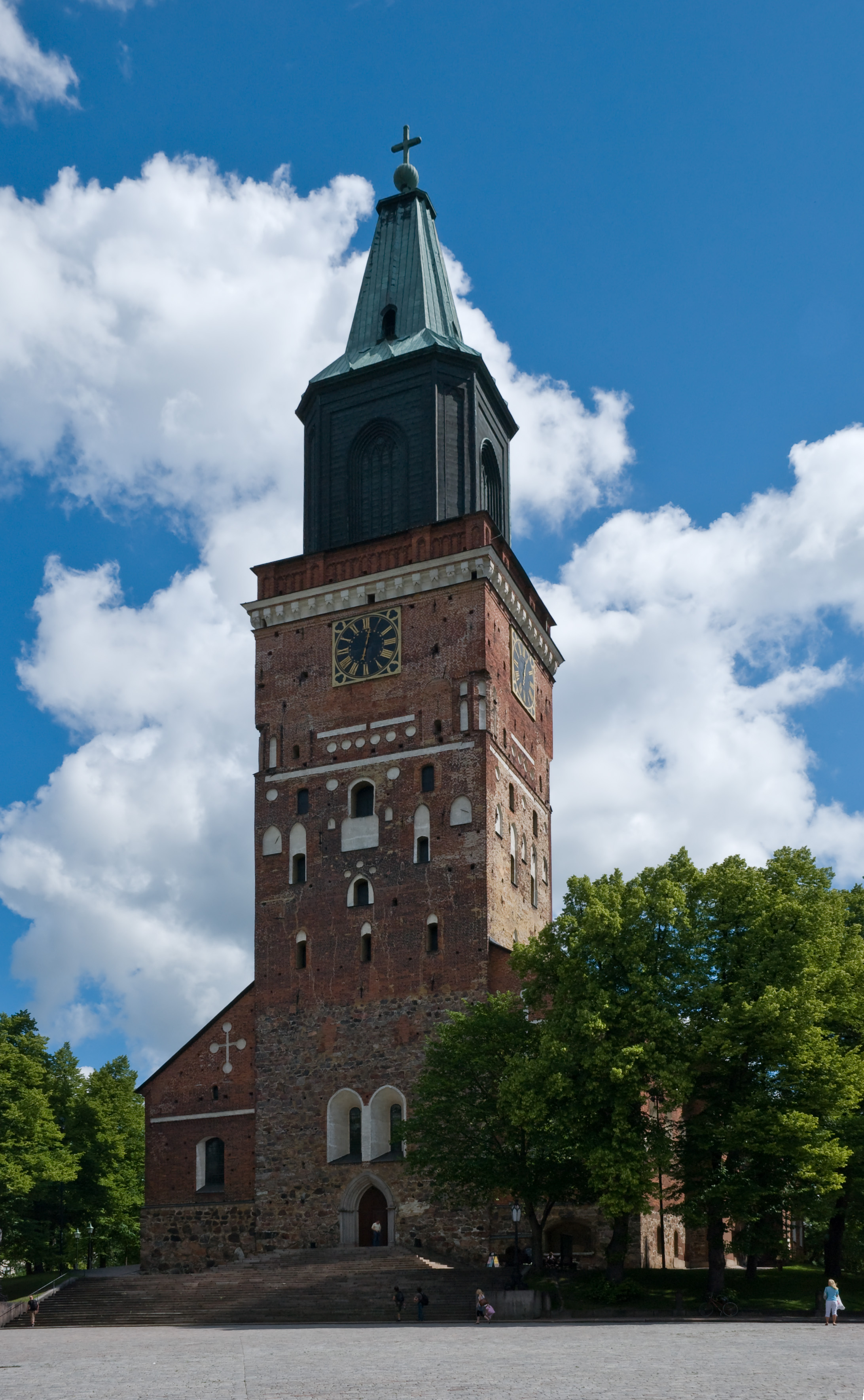
كاتدرائية توركو، إحدى أبرز المباني التاريخية في فنلندا.

تضم الملتقيات الثقافية في توركو العديد من المسارح ودور السينما والمعارض الفنية وأوركسترا المدينة. ينظم مركز المدينة الثقافي عدداً من الأحداث الدورية، أبرزها السوق القروسطي في يوليو من كل عام. توركو هي أيضاً مدينة عيد الميلاد الرسمية بفنلندا، ويعلن سلام عيد الميلاد في فنلندا سنوياً في 24 ديسمبر من شرفة قاعة برينكالا. مهرجان توركو للموسيقى ومهرجان رويسروك لموسيقى الروك (يقام في جزيرة رويسالو) هو من بين الأقدم من نوعه في إسكندنافيا. وتستضيف المدينة أيضاً آخر مهرجان لموسيقى الروك داون باي ذا لايتوري، وأحد أكبر مهرجانات الموسيقى الإلكترونية في أوروبا الشمالية (Uuden Musiikin Festivaali، «مهرجان الموسيقى الجديدة»)، بالإضافة إلى حياة ليلية نشطة تتركز حول ساحة السوق.
كما يوجد العديد من المتاحف مثل متحف توركو للفنون ومتحف فاينو آلتونن للفنون. تحتفظ جامعة أوبو أكاديمي بمتحف سيبيليوس وهو المتحف الوحيد في فنلندا المخصص لمجال الموسيقى. فضلا عن ذلك، هنالك أيضاً متاحف تاريخية عديدة تعرض فترة القرون الوسطى بالمدينة، مثل قلعة توركو المتحف التاريخي منذ عام 1881، ومتحف فيتوس أبوا وأرس نوفا الذي بُني في أواخر تسعينات القرن العشرين على الموقع الأثري العائد للقرن الرابع عشر. كان متحف لووستارينماكي للحرف اليدوية مباني سكنية نجت من حريق توركو في عام 1827 وحـُولت إلى متحف، وهو أول مكان بإسكندنافيا يتلقي جائزة «غولدن أبل» السياحية.
توركو ستكون عاصمة الثقافة الأوروبية في عام 2011، وصادق مجلس المدينة على العديد من المشاريع لتعزيز صورة المدينة استعداداً لهذه المنزلة.
إعلان سلام عيد ميلاد تقليد في فنلندا منذ العصور الوسطى في كل عام باستثناء عام 1939 بسبب اندلاع حرب الشتاء. يجري إعلانها بالساحة الكبرى القديمة 'مدينة عيد الميلاد' الرسمية بفنلندا ظهر عشية عيد الميلاد. يبدأ حفل الإعلان بنشيد "Jumala ompi linnamme" («رَبـُنا حـِصنـُنا المنيع» لمارتن لوثر) ويتواصل مع إعلان سلام عيد الميلاد يـُقرأ من لفة برشمان باللغتين الفنلندية والسويدية.

## الرياضة
كرة القدم وهوكي الجليد هما الرياضتان الأكثر شعبية في توركو.
للمدينة فريقان اثنان لكرة القدم يلعبان في الدرجة الأولى من الدوري الفنلندي: إنتر توركو ونادي توركو. يتخذ كلا الفريقان من ملعب فيريتاس في منطقة كوبيتا ميداناً لمبارياتهما على أرضهما.

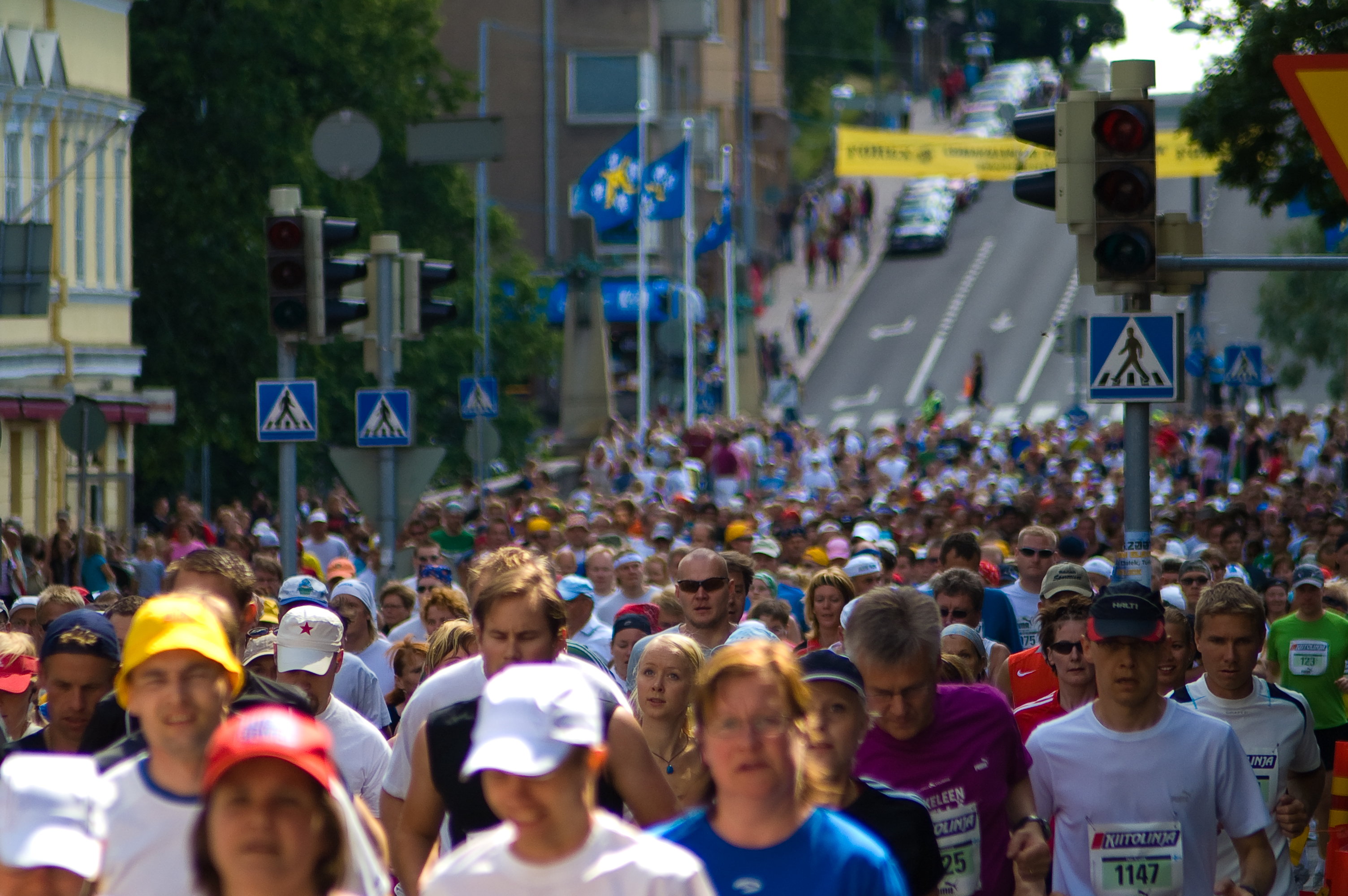
ماراثون بآفو نورمي يـُجرى كل صيف.

ينشط نادي توركو في الدرجة الأعلى من الدوري الفنلندي لهوكي الجليد، وهو أحد أنجح الأندية في فنلندا بفوزه ب11 بطولة، آخرها موسم 2009-10. يلعب هذا الفريق في صالة توركو إلى الجنوب الغربي من وسط المدينة. الفريق هوكي الجليد الرئيسي الآخر للمدينة هو توتو، الذي يلعب بالدرجة الثانية. وقد تم إنشاء صالة هوكي الجليد جديدة لفريق توتو في حديقة كوبيتا في عام 2006.
ماراثون بآفو نورمي هو حدث رياضي سنوي في توركو، سـُمي باسم بآفو نورمي العداء العالمي الشهير الذي ولد وترعرع في المدينة.
ياركو نييمينن أنجح لاعب تنس فنلندي ولد ويعيش في بلدة ماسكو المجاورة.
كانت توركو أيضا موقع لتاريخ رياضي، ففي 21 يونيو 1954 في توركو أصبح الأسترالي جون لاندي الشخص الثاني الذي يعدو مسافة الميل بأقل من أربع دقائق.
توركو تيتانس هو ناد لرياضة اللكروس مقره في توركو وله تاريخ ناجح نسبياً مع 3 ميداليات فضية و 1 ميدالية ذهبية بدوري اللكروس الوطني في فنلندا. فريق تيتانس للسيدات كان له أيضا تاريخ ناجح. كما تـُقام بطولة العالم للكروس دون 19 عاماً لسنة 2012 في المدينة.

## العلاقات الدولية

### التوأمة
توركو متوأمة مع:
| - غوتنبرغ، السويد (منذ 1946) - آرهوس، الدنمارك (since 1946) - برغن، نرويج (منذ 1946) - سانت بطرسبرغ، روسيا (زمن الاتحاد السوفياتي) (منذ 1953) - غدانسك، بولندا (منذ 1958) - روستوك، ألمانيا (زمن ألمانيا الشرقية) (منذ 1963) - فارنا، بلغاريا (منذ 1963) - كونستانتسا، رومانيا (منذ 1963) |  | - كولونيا، ألمانيا (منذ 1967) - سيغد، المجر (منذ 1971) - براتيسلافا، سلوفاكيا (زمن تشيكوسلوفاكيا) (منذ 1976) - فلورنسا، إيطاليا (منذ 1992) - تيانجين، جمهورية الصين الشعبية (منذ 2000) - تارتو، استونيا (منذ 2008) |

و لتوركو اتفاقات تعاون مع المدن التالية:
- تالين، استونيا (اتفاق تعاون)
- كوريسآري، استونيا (اتفاق تعاون)

## صور

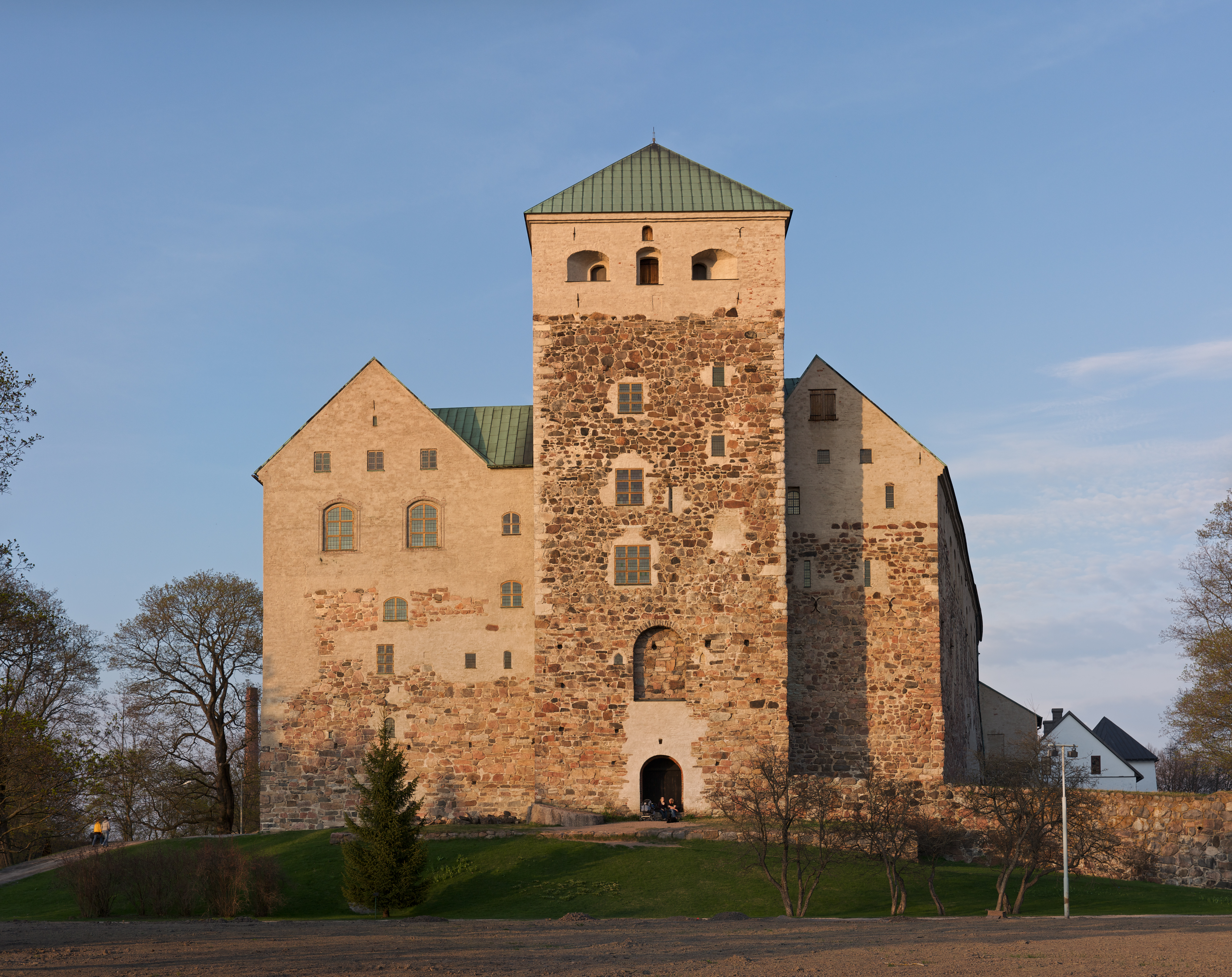
قلعة توركو القروسطية كما تبدو من ناحية الميناء.
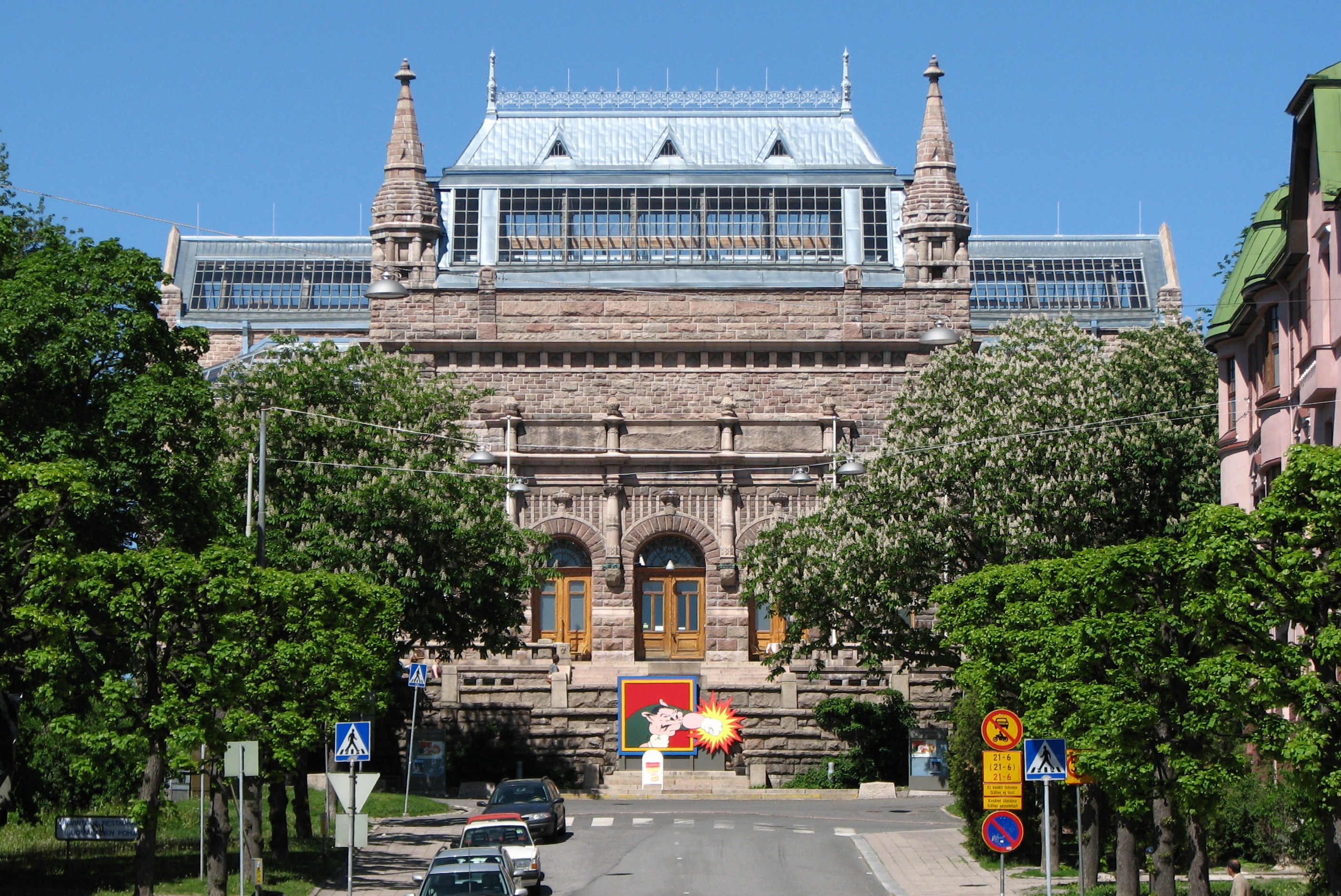
متحف توركو للفنون مثال كلاسيكي للرومانسية القومية في العمارة.
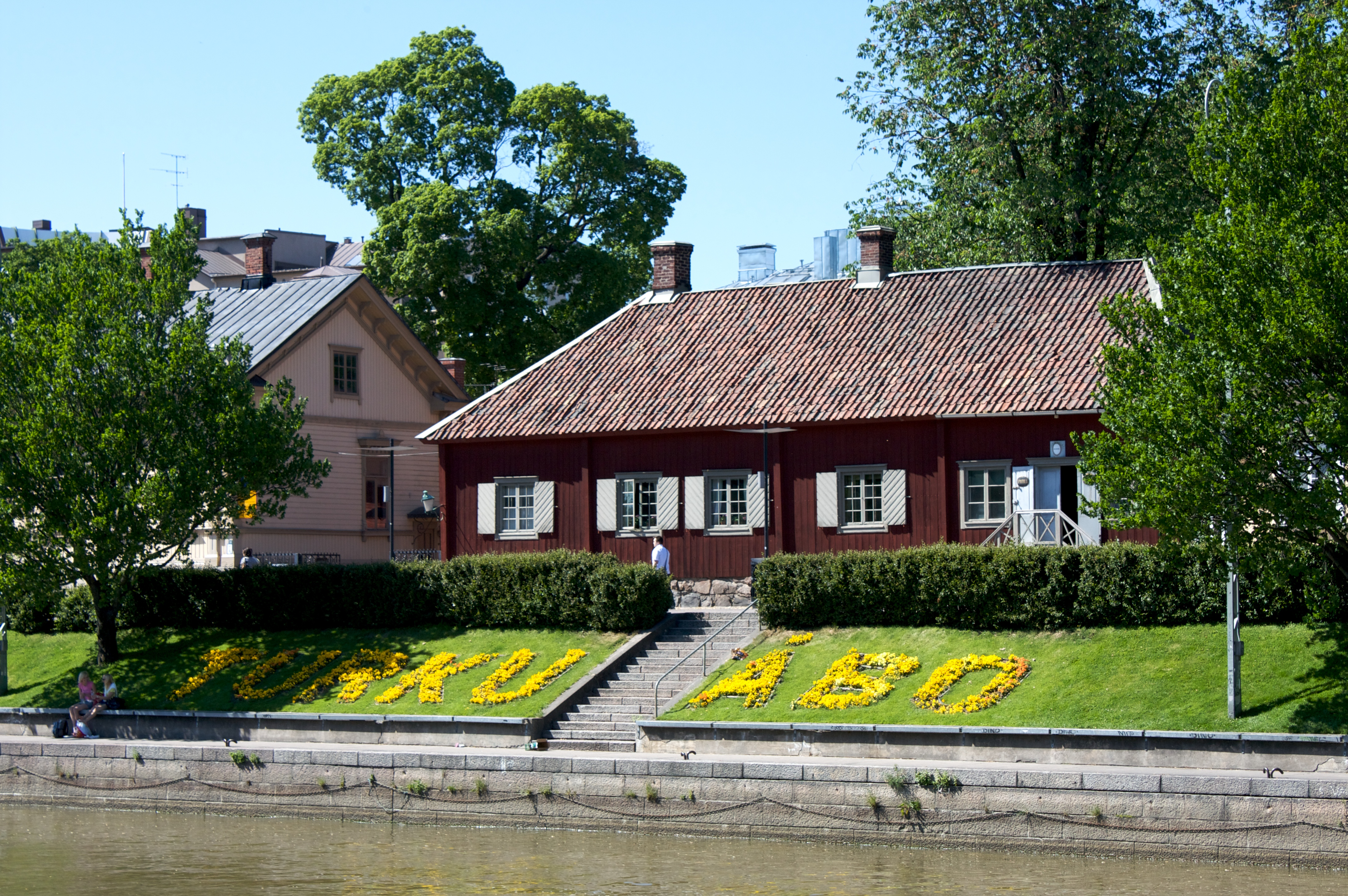
متحف الصيدلة.
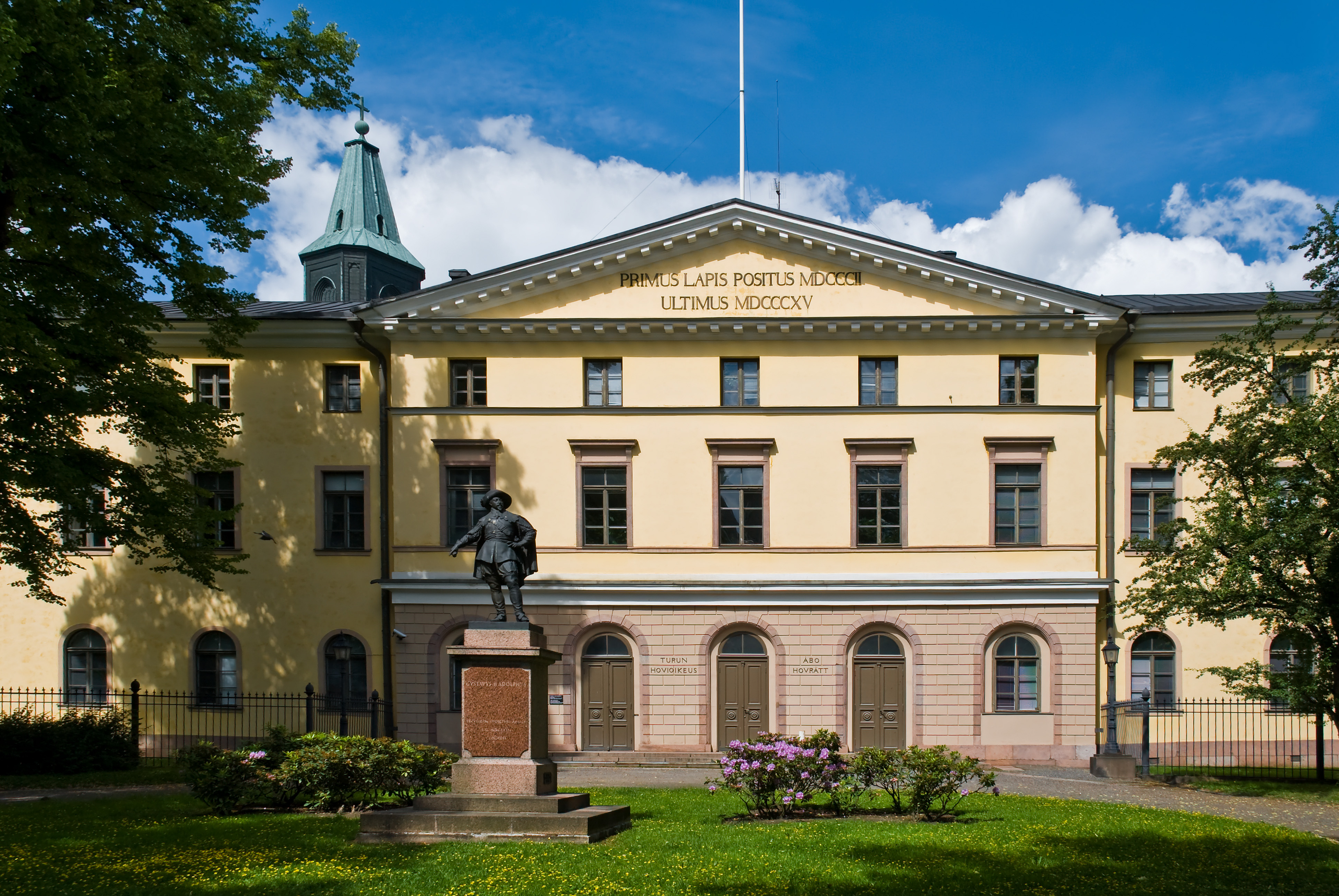
محكمة الاستئناف.
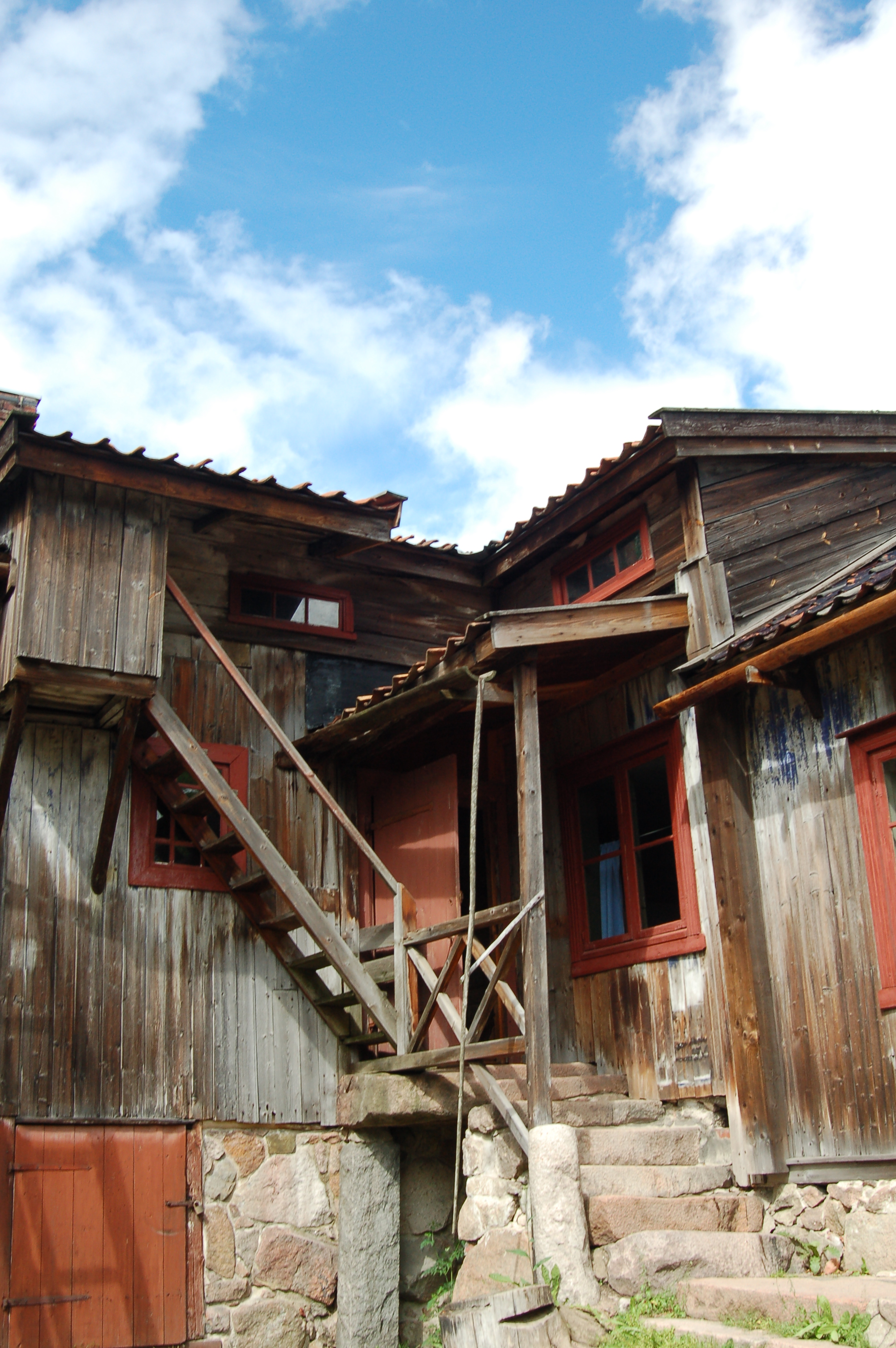
متحف لووستارينماكي الحرفي.
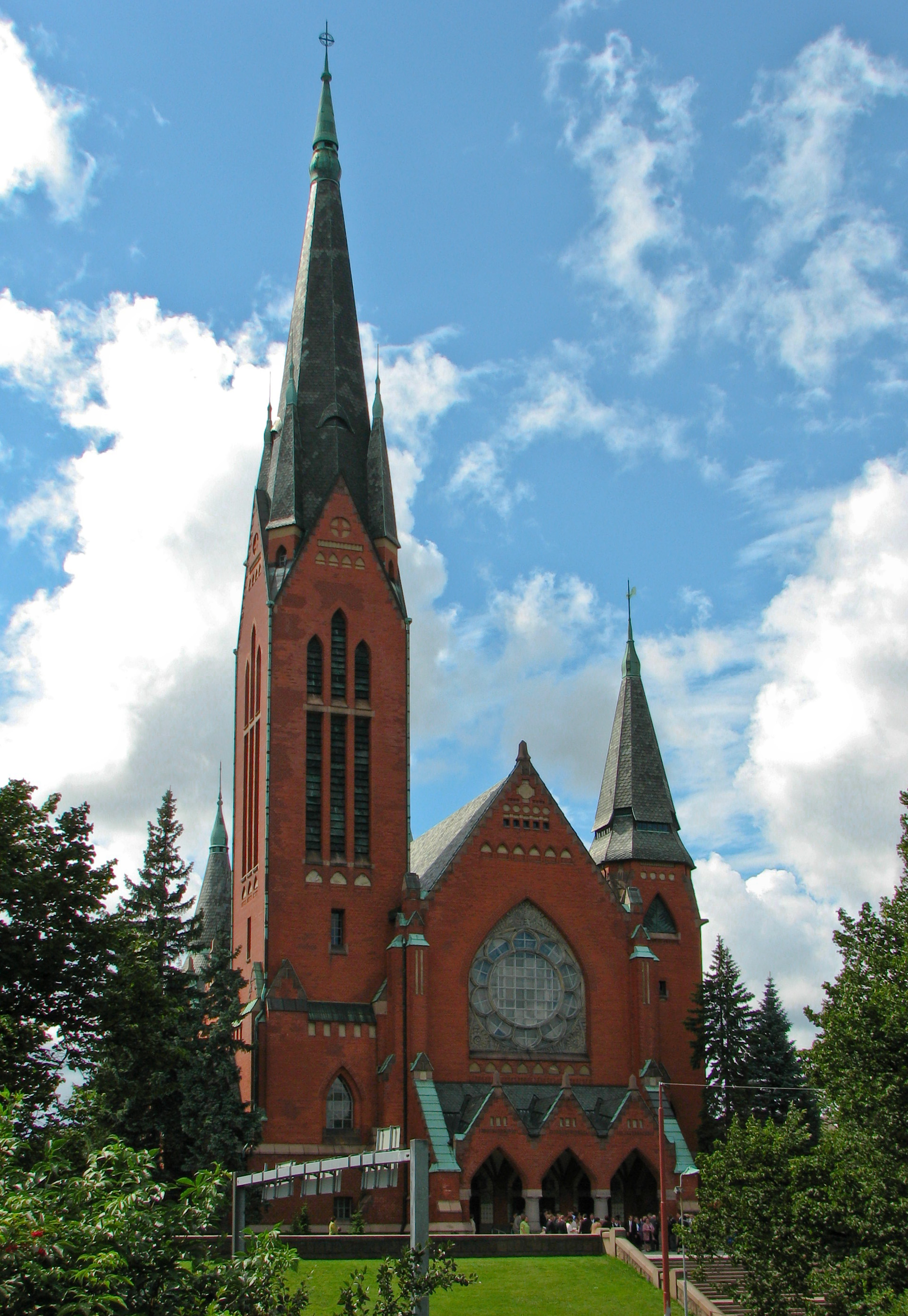
كنيسة ميكايل
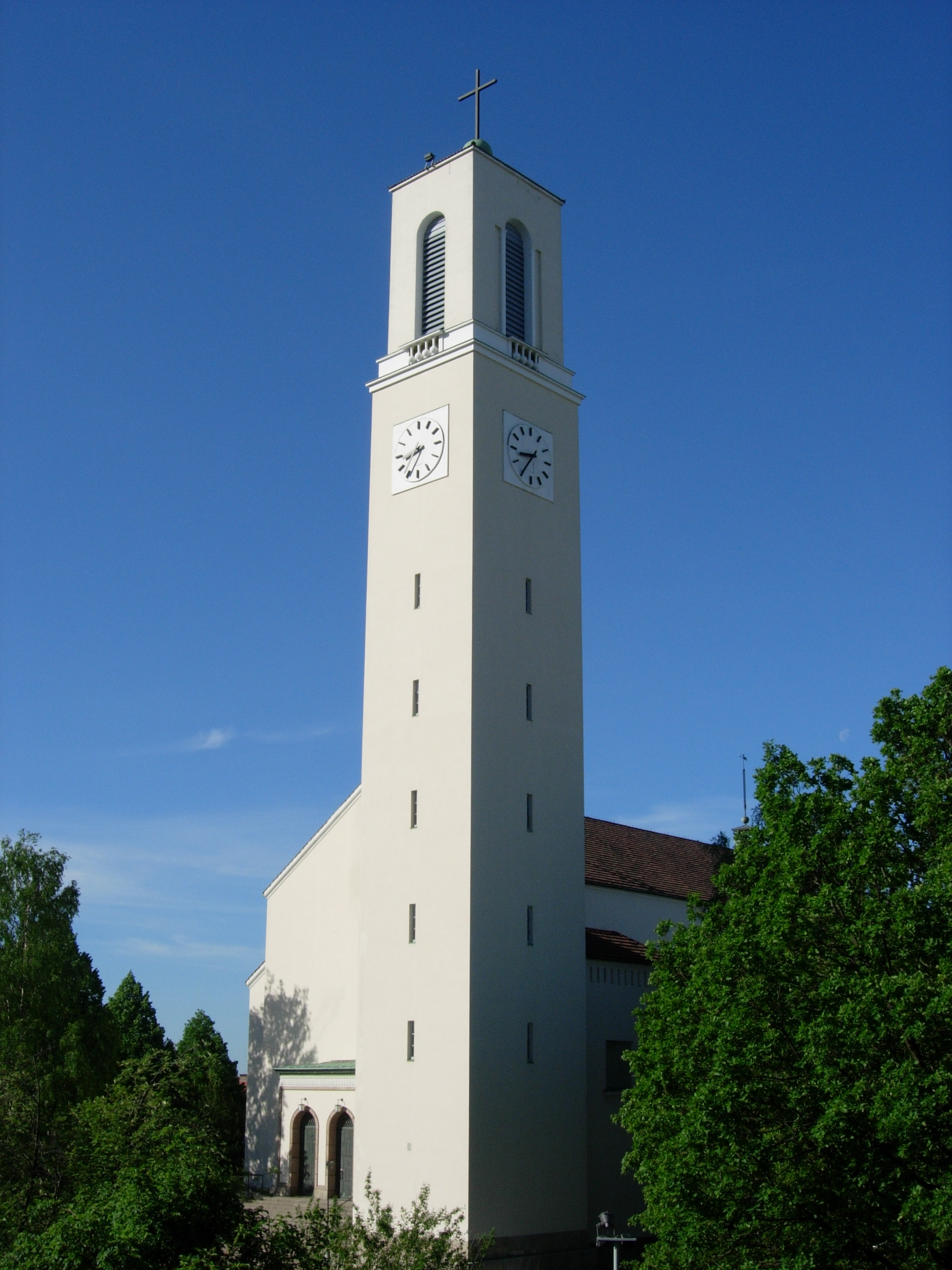
كنيسة مارتن
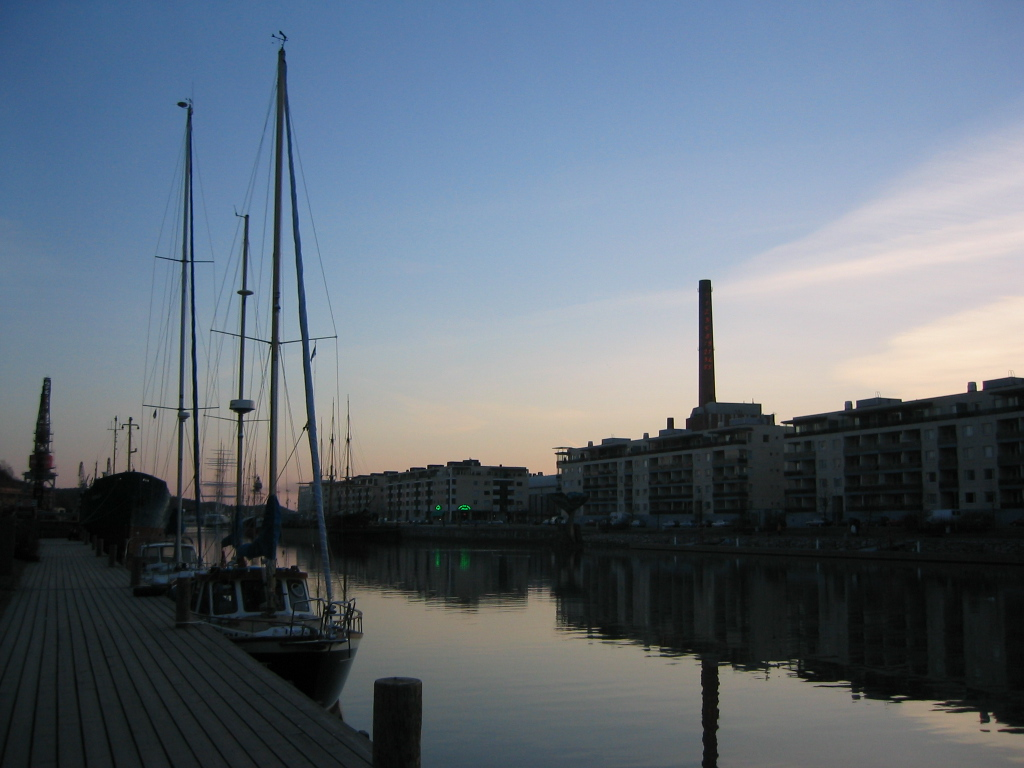
الجانب الغربي من نهر أورا في وسط توركو.
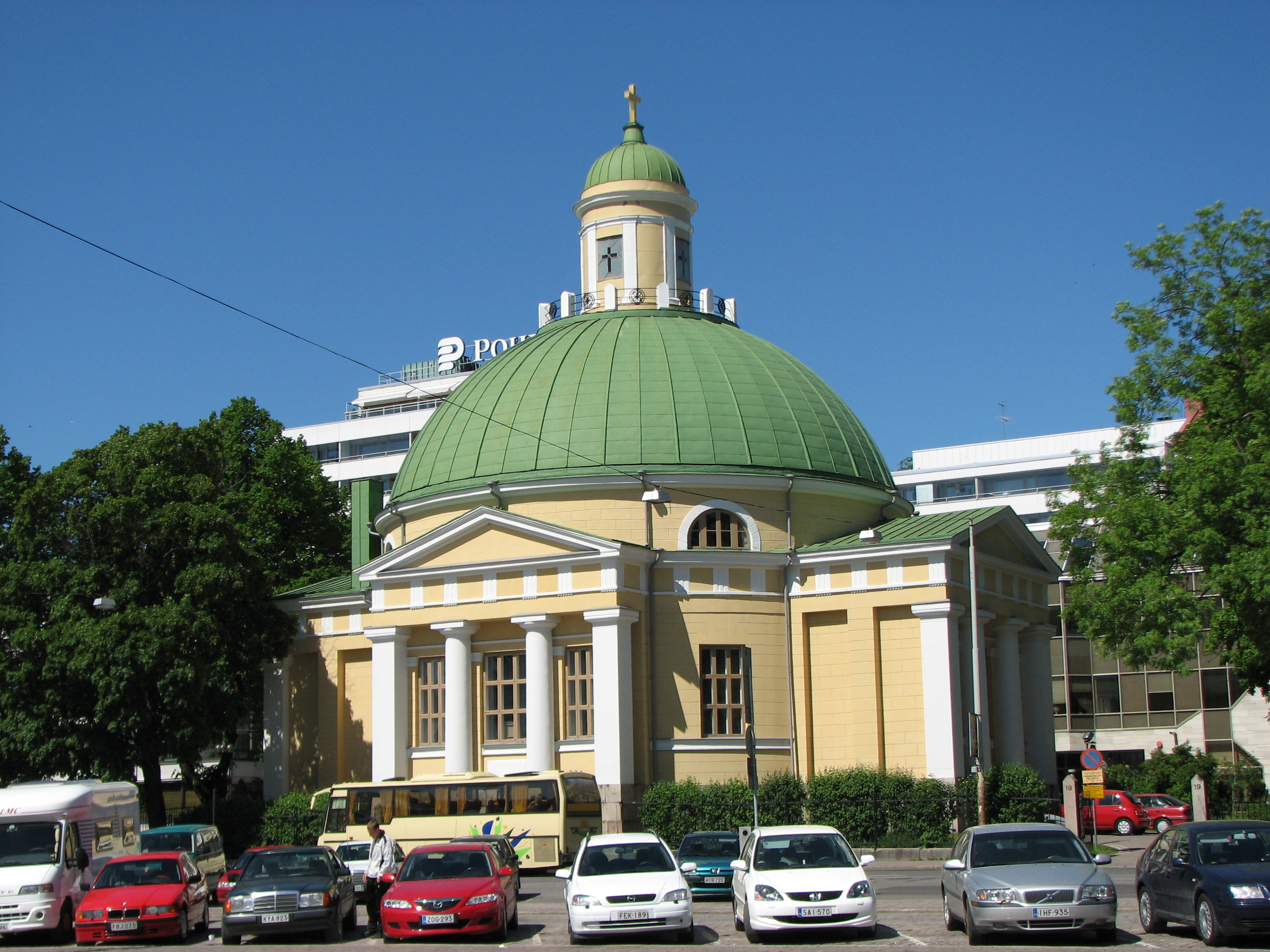
كنيسة توركو الأورثوذكسية تقع بجانب ساحة السوق الرئيسية.
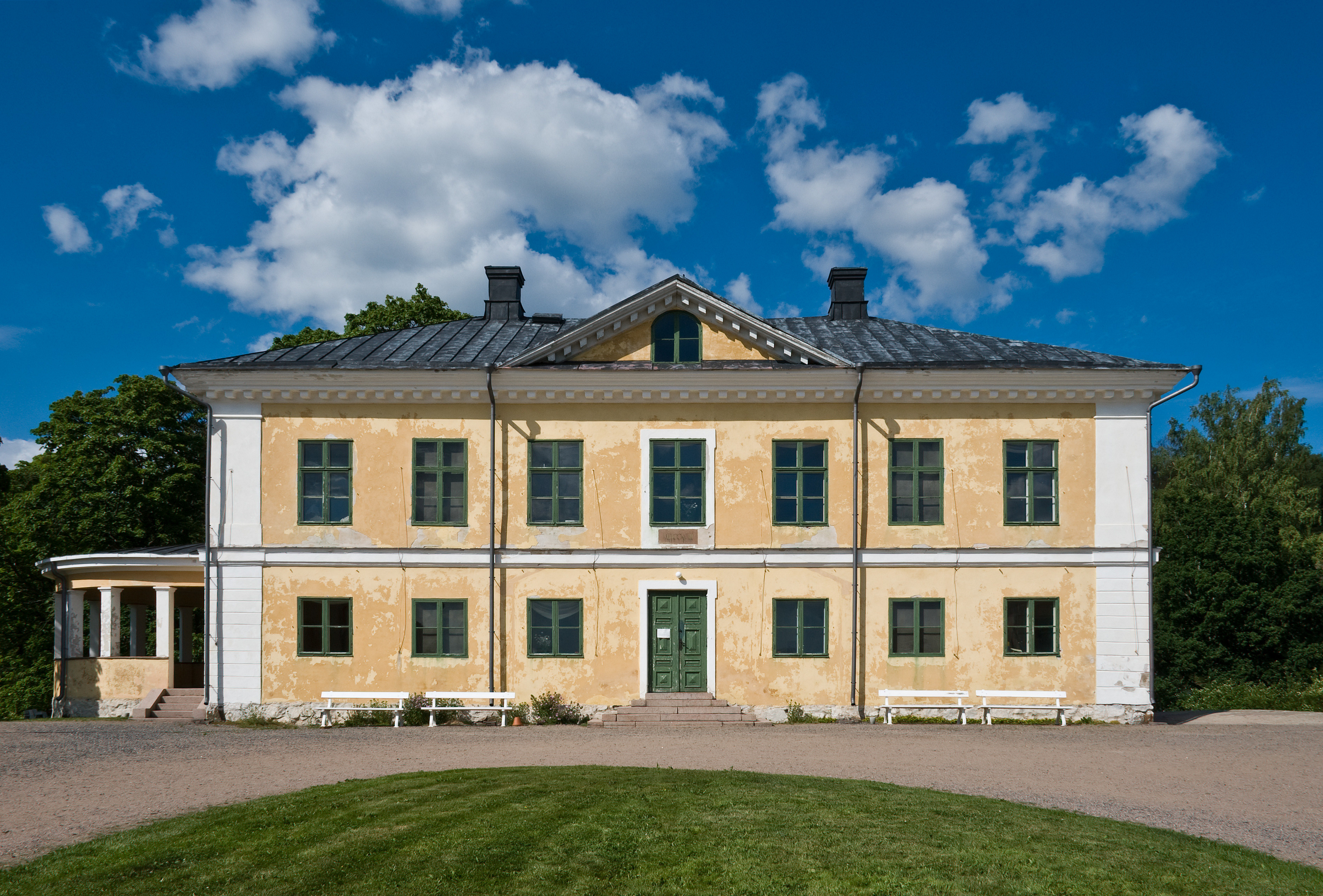
قصر برينكال في جزيرة كاكسكرتا.
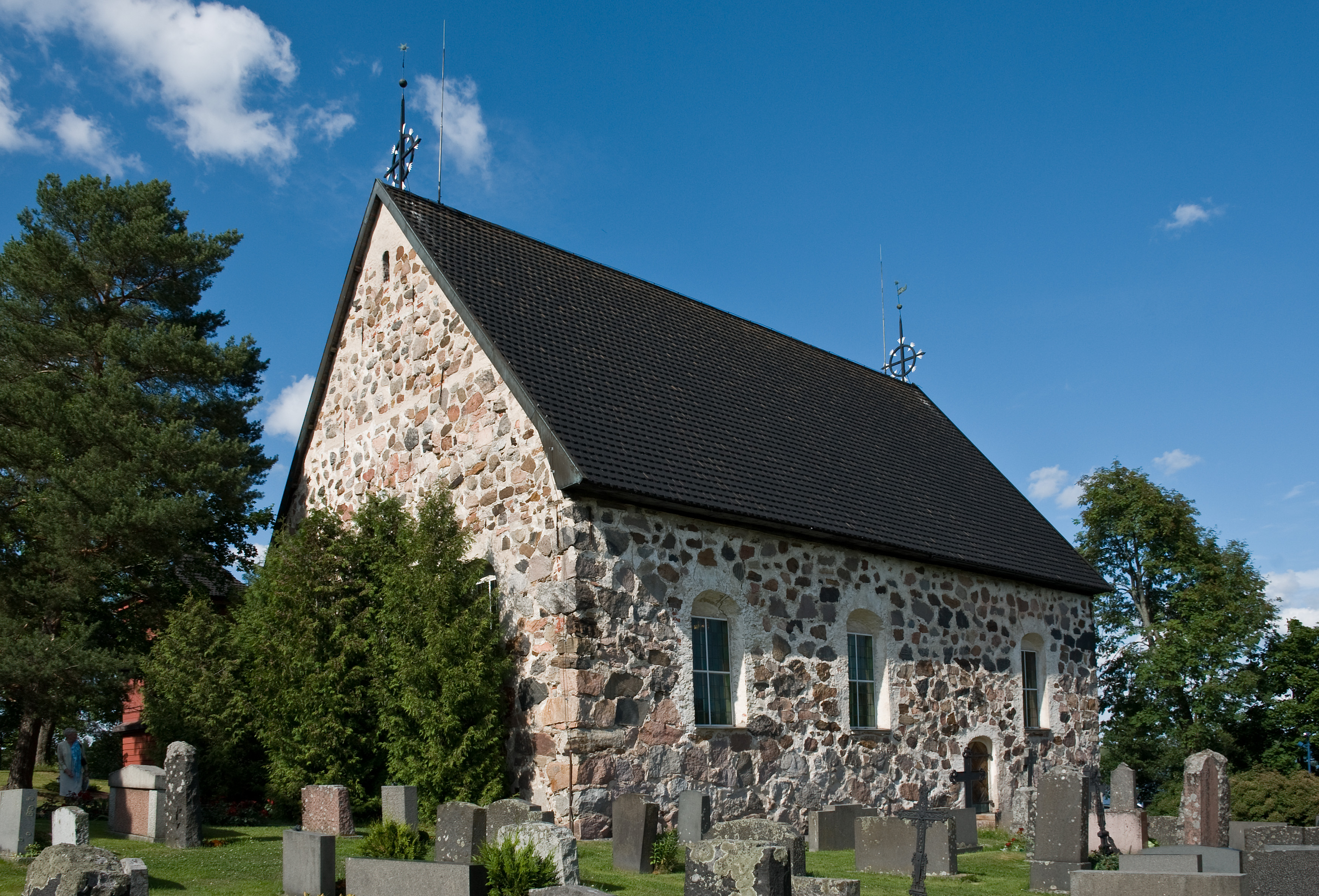
كنيسة كاكسكرتا.
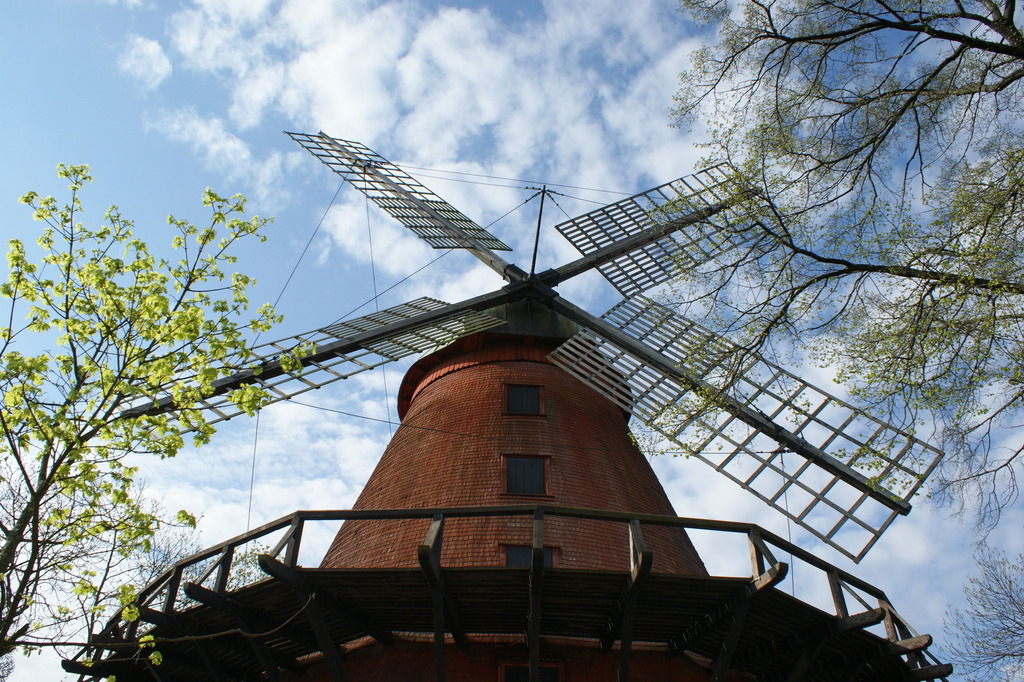
طاحونة قديمة في سامبالينا.

## وصلات خارجية
- الموقع الرسمي للمدينة (بالفنلندية)
- موقع منظمة توركو توررينغ السياحية http://www.turkutouring.fi/.
- Kuntaliitto (2005). Aluetietopankki.
- مركز اتصالات مدينة توركو (2005). Kunnalliskertomus 2004 نسخة محفوظة 10 فبراير 2012 على موقع واي باك مشين..
- مدينة توركو (2005). إحصائيات مدينة توركو السنوية.
- مجلس مدينة توركو (2004). Talousarvio 2005 نسخة محفوظة 10 فبراير 2012 على موقع واي باك مشين..
- تورون سانومات (2004). Tutkimus: lehtien lukijapeitot.
- توركو – مدينة عيد الميلاد الرسمية في فنلندا
- خريطة توركو
- أرخبيل توركو – «أجمل أرخبيل في العالم».
- الطقس في توركو من معهد الأرصاد الجوية الفنلندي.
- تورون سانومات – صحيفة المدينة الأوسع انتشاراً.
- أونيكانكاري – مجلة إلكترونية ثقافية من توركو.